# Emmendingen

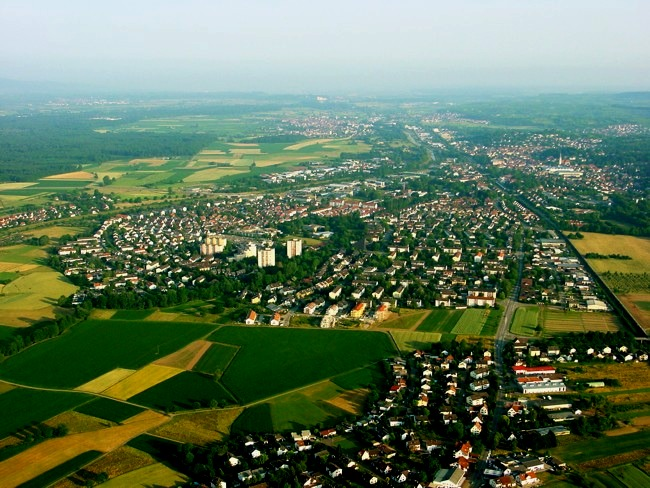
Emmendingen

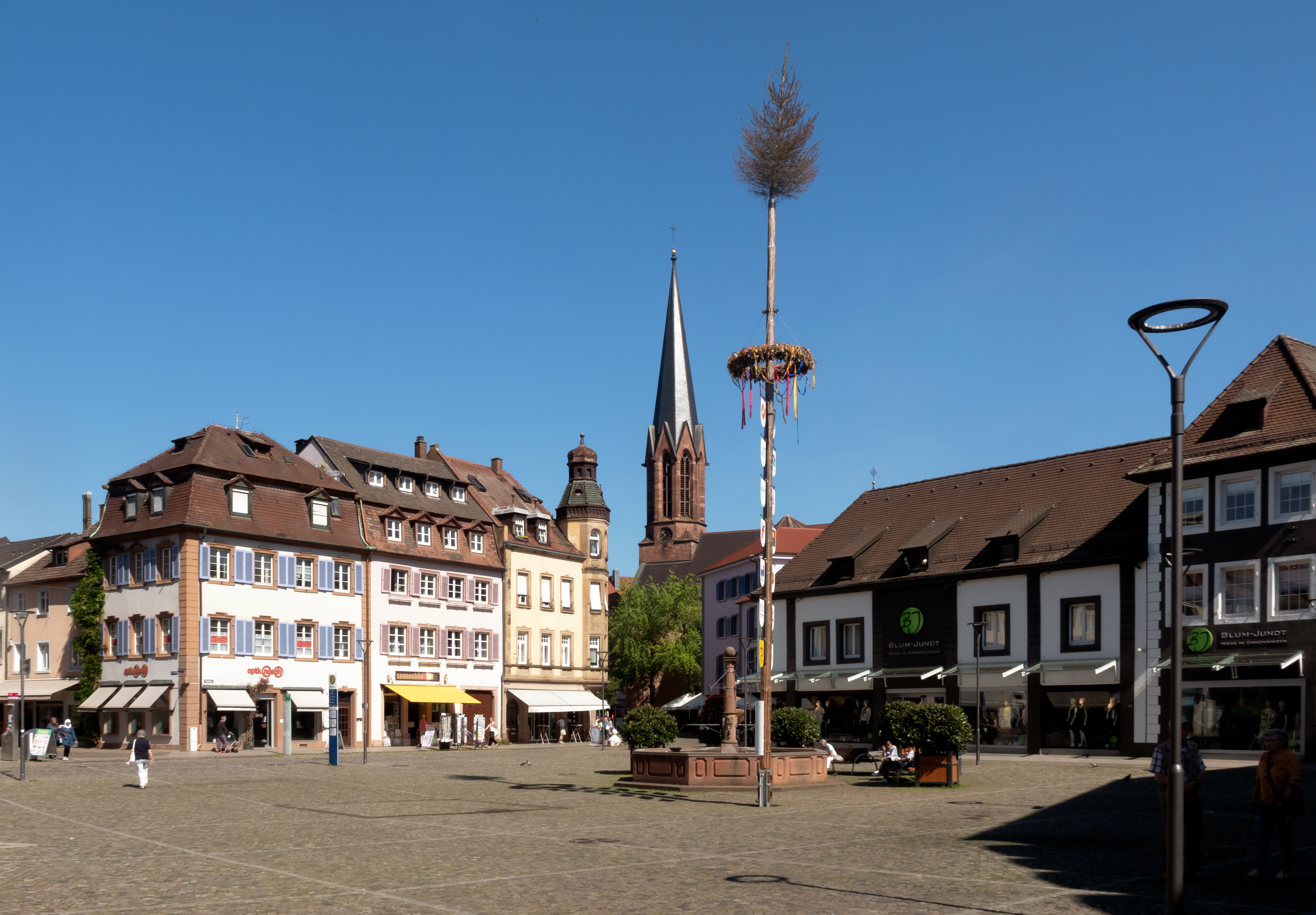
Emmendingen, Marktplatz mit Turm der Evangelische Stadtkirche

Emmendingen ist eine Stadt im Südwesten Baden-Württembergs, etwa 14 Kilometer nördlich von Freiburg im Breisgau. Seit dem 1. Januar 1973 ist Emmendingen eine Große Kreisstadt und mit 29.560 Einwohnern (Stand: 31. Dez. 2024) die größte Stadt und die Kreisstadt des Landkreises Emmendingen. Mit den Gemeinden Freiamt, Malterdingen, Sexau und Teningen hat die Stadt eine Verwaltungsgemeinschaft vereinbart.

## Geographie

### Lage
Die Stadt liegt im Breisgau zwischen der Vorbergzone des Schwarzwaldes und dem Kaiserstuhl in der Rheinebene im Norden der so genannten Freiburger Bucht am Fluss Elz in 189 bis 403 Meter Höhe.

### Nachbarstädte
Folgende Städte und Gemeinden grenzen an die Stadt Emmendingen im Uhrzeigersinn beginnend im Norden: Freiamt, Sexau, Denzlingen, Reute und Teningen.

### Stadtgliederung
Die Stadt Emmendingen ist in die sechs Stadtteile Emmendingen-Kernstadt, Kollmarsreute, Maleck, Mundingen, Wasser und Windenreute gegliedert. Die räumlichen Grenzen der Stadtteile entsprechen mit Ausnahme der Stadtteile Emmendingen-Kernstadt und Windenreute ehemals selbstständigen Gemeinden. Die Stadtteile mit Ausnahme des Stadtteils Emmendingen-Kernstadt sind zugleich Ortschaften im Sinne der baden-württembergischen Gemeindeordnung, das heißt, es gibt jeweils einen von den Wahlberechtigten bei jeder Kommunalwahl zu wählenden Ortschaftsrat mit einem Ortsvorsteher als Vorsitzenden. Jede Ortschaft hat eine Ortschaftsverwaltung mit der Bezeichnung „Bürger- und Ortschaftsamt“.
Zu einigen Stadtteilen gehören teilweise weitere separat gelegene Wohnplätze mit eigenem Namen, die meist nur sehr wenige Einwohner haben, inzwischen aber teilweise auch schon mit dem Hauptort zusammengewachsen sind. Zum Stadtteil Emmendingen-Kernstadt gehört zum Beispiel der Bereich des ehemaligen Klosters Tennenbach. Zum Stadtteil Kollmarsreute gehören das Dorf Kollmarsreute mit dem Altdorf. Zum Stadtteil Maleck gehören das Dorf Maleck, die Zinken Brandel, Hintere und Vordere Zeismatte, Höfe und Häuser Auf dem Buch und der Wohnplatz am Laberberg. Zum Stadtteil Mundingen gehören das Dorf Mundingen, die Höfe Amsenhof, Huttenhof, Lehenhof und Wöpplinsberg und der Bereich Mundinger Mühle. Zum Stadtteil Windenreute gehören das Dorf Windenreute sowie Domäne und Ruine Hochburg.
Im Stadtteil Emmendingen-Kernstadt lagen die abgegangenen Ortschaften Bertoldsfeld, Buchgieße, Kastelberg, Eichberg, Weiherschloß (Wyier, Wyer) und Weiler. Im Stadtteil Kollmarsreute lag die abgegangene Siedlung Walenwinkel. Im Stadtteil Maleck lagen die abgegangenen Siedlungen Korben, Laberhof und Lindenfurt. Im Stadtteil Mundingen lagen die abgegangenen Ortschaften Graben, Lohe, Schorren und Wittenbühl. Im Stadtteil Wasser lag die nur aufgrund des Flurnamens angenommene abgegangene Siedlung Weilerhof und im Stadtteil Windenreute lagen die ebenfalls aufgrund von Flurnamen angenommenen abgegangenen Siedlungen Bürkleäcker, Kastelberg und Schauhof.
Emmendingen-Kernstadt ist wiederum in die Stadtbezirke Unterstadt, Über der Elz, Mittelstadt, Oberstadt, Bürkle und Bleiche gegliedert. Zudem gibt es auch neue Wohngebiete mit eigenem Namen, deren Grenzen meist jedoch nicht genau festgelegt sind.
| Kollmarsreute | Maleck | Mundingen | Wasser | Windenreute |
| ------------- | ------ | --------- | ------ | ----------- |

### Klima
Das Klima in dieser Gegend grenzt an ein mediterranes Klima und es gibt das ganze Jahr über ausreichend Niederschläge. Aufgrund der Nähe zum Schwarzwald fällt jedoch das ganze Jahr über mehr Regen als in der Oberrhein-Ebene. Der Köppen-Klimatyp ist die warm- feucht gemäßigte Klimazone (Seeklima). Es gilt jedoch besonders im Sommer und immer mehr im Winter eine feuchte subtropische (Cfa) Prägung aufgrund der mittleren Temperaturen im Juli und August knapp unter 22 °C. Die Stadt liegt in der Nähe des Kaiserstuhls, einer Reihe von Hügeln vulkanischen Ursprungs, die einige Kilometer entfernt liegen. Der Kaiserstuhl erwärmt die Gegend deutlich, so dass Emmendingen in eine der wärmsten Regionen Deutschlands fällt.
|                        | Jan  | Feb  | Mär  | Apr  | Mai  | Jun  | Jul  | Aug  | Sep  | Okt  | Nov  | Dez |   |      |
| Mittl. Temperatur (°C) | 3,4  | 4,8  | 6,9  | 10,5 | 14,7 | 19,2 | 21,1 | 20,0 | 15,5 | 10,7 | 6,4  | 4,1 | ⌀ | 11,5 |
| Mittl. Tagesmax. (°C)  | 6,2  | 8,1  | 12,8 | 17,0 | 20,7 | 25,4 | 27,5 | 26,4 | 22,6 | 16,3 | 10,7 | 7,9 | ⌀ | 16,8 |
| Mittl. Tagesmin. (°C)  | −1,1 | −0,4 | 1,3  | 3,7  | 8,4  | 12,9 | 13,8 | 13,0 | 9,2  | 5,6  | 2,1  | 0,3 | ⌀ | 5,8  |
|                        |      |      |      |      |      |      |      |      |      |      |      |     |   |      |
| Niederschlag (mm)      | 63   | 44   | 43   | 69   | 119  | 93   | 47   | 73   | 52   | 47   | 55   | 44  | Σ | 749  |
|                        |      |      |      |      |      |      |      |      |      |      |      |     |   |      |
| Sonnenstunden (h/d)    | 2,7  | 3,5  | 4,0  | 5,8  | 6,5  | 8,4  | 7,8  | 7,2  | 5,7  | 3,8  | 2,4  | 2,0 | ⌀ | 5    |
|                        |      |      |      |      |      |      |      |      |      |      |      |     |   |      |
| Regentage (d)          | 17   | 13   | 14   | 13   | 15   | 14   | 12   | 13   | 11   | 12   | 13   | 14  | Σ | 161  |

| −1,1 |

| −0,4 |

| 1,3 |

| 3,7 |

| 8,4 |

| 12,9 |

| 13,8 |

| 13,0 |

| 9,2 |

| 5,6 |

| 2,1 |

| 0,3 |

| −1,1 |

| −0,4 |

| 1,3 |

| 3,7 |

| 8,4 |

| 12,9 |

| 13,8 |

| 13,0 |

| 9,2 |

| 5,6 |

| 2,1 |

| 0,3 |

### Raumplanung
Emmendingen bildet ein Mittelzentrum innerhalb des Verbands Region Südlicher Oberrhein. Zugehöriges Oberzentrum ist Freiburg im Breisgau. Zum Mittelbereich Emmendingen gehören neben der Stadt Emmendingen noch die Städte und Gemeinden Bahlingen am Kaiserstuhl, Denzlingen, Elzach, Endingen am Kaiserstuhl, Forchheim, Freiamt, Herbolzheim, Kenzingen, Malterdingen, Reute, Rheinhausen im Breisgau, Riegel am Kaiserstuhl, Sasbach am Kaiserstuhl, Sexau, Teningen, Vörstetten, Waldkirch, Weisweil und Wyhl am Kaiserstuhl des Landkreises Emmendingen.

## Geschichte

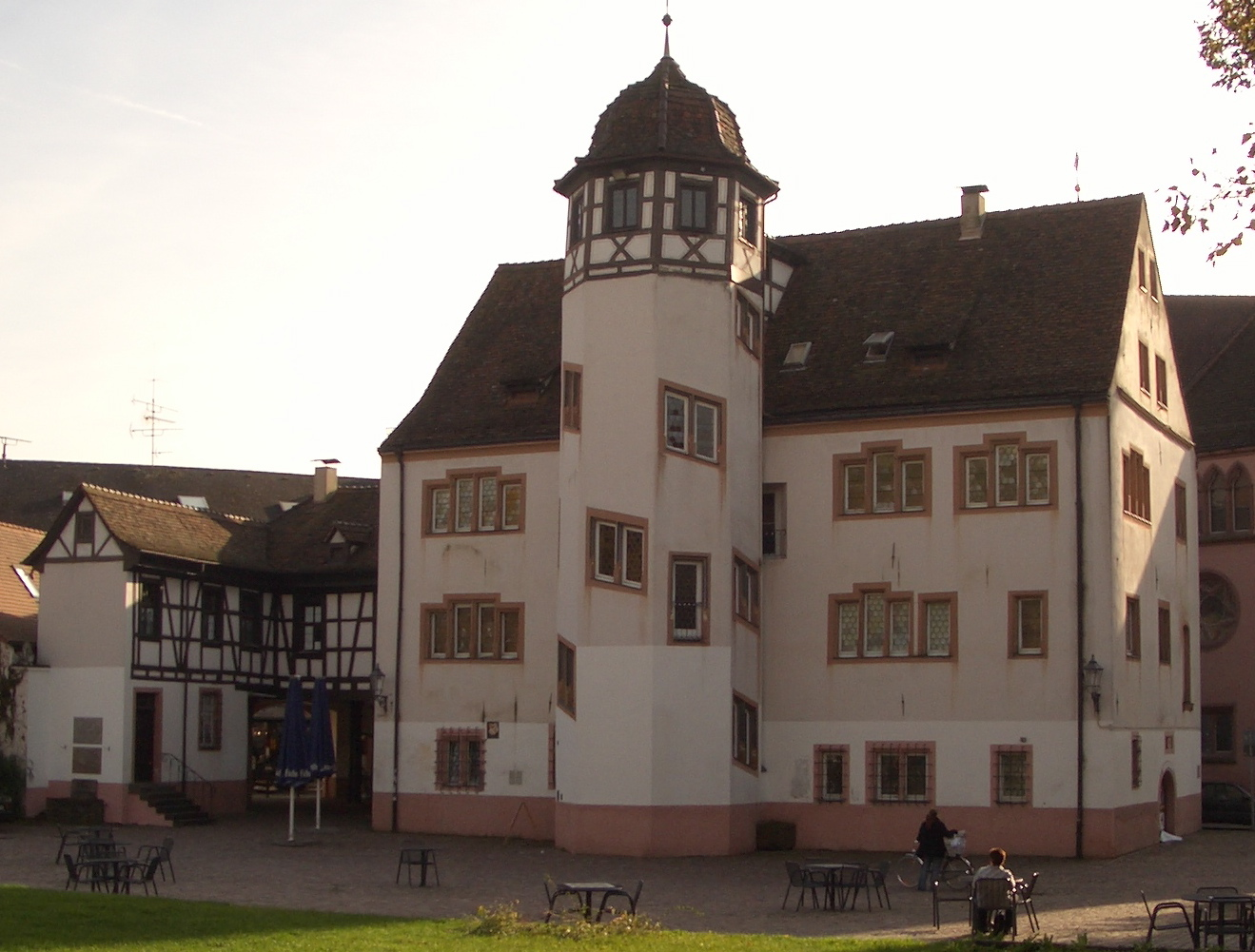
Markgrafenschloss

Die erste urkundliche Erwähnung des Namens Emmendingen geht auf das Jahr 1091 in Verbindung mit dem Personennamen Ulrich von Emmendingen (Oudalrich de Anemoutingen) zurück. Wenige Jahre später wurde der Ort selbst erwähnt. Die erste Quelle, die von der Burg Hochburg (Hachberg) spricht, stammt aus dem Jahr 1127. Ebenfalls auf das 12. Jahrhundert geht das Kloster Tennenbach, eine Zisterziensergründung, zurück.
Im 14. Jahrhundert gehörte Emmendingen zur Markgrafschaft Baden-Hachberg, wobei es von 1356 bis 1386 an Martin Malterer verpfändet war. 1415 verkaufte der Markgraf Otto II. von Hachberg Burg und Herrschaft Hachberg an den Markgrafen Bernhard I. von Baden, womit die Markgrafschaft Baden-Hachberg in der Markgrafschaft Baden aufging. Im Jahr 1418 erhielten die Dörfer Emmendingen und Eichstetten auf Betreiben Bernhards von König Sigismund das Marktrecht. Nur sechs Jahre später wurde der Marktflecken im Mühlburger Krieg durch die Freiburger und Basler eingenommen und „das Stettlin verbrannt“. Ab 1500 lag Emmendingen im Schwäbischen Reichskreis. Im Bauernkrieg von 1525 beteiligten sich Emmendinger an der erfolglosen Belagerung der Hochburg und der Einnahme des Klosters Tennenbach, das dabei in Brand geriet. In der Nachfolge von Markgraf Karl II. wurde 1584 die Markgrafschaft Baden erneut geteilt. Der Marktflecken Emmendinga wurde für kurze Zeit Residenz des Markgrafen von Baden-Hachberg Jakob III., der dem Ort am 1. Januar 1590 das Stadtrecht verlieh. Im selben Jahr konvertierte Jakob nach dem von ihm einberufenen Emmendinger Religionsgespräch zum Katholizismus. Wenig später starb er im Alter von 28 Jahren. Nach dem ersten erhaltenen Sektionsbericht der damaligen medizinischen Fakultät Freiburg wurde er mit Arsenik vergiftet. Die Herrschaft fiel zurück an seinen protestantischen Bruder Ernst Friedrich.
Im Dreißigjährigen Krieg wurde Emmendingen stark zerstört. 1648 waren von den vormals 800 Einwohnern nurmehr knapp 100 übriggeblieben.

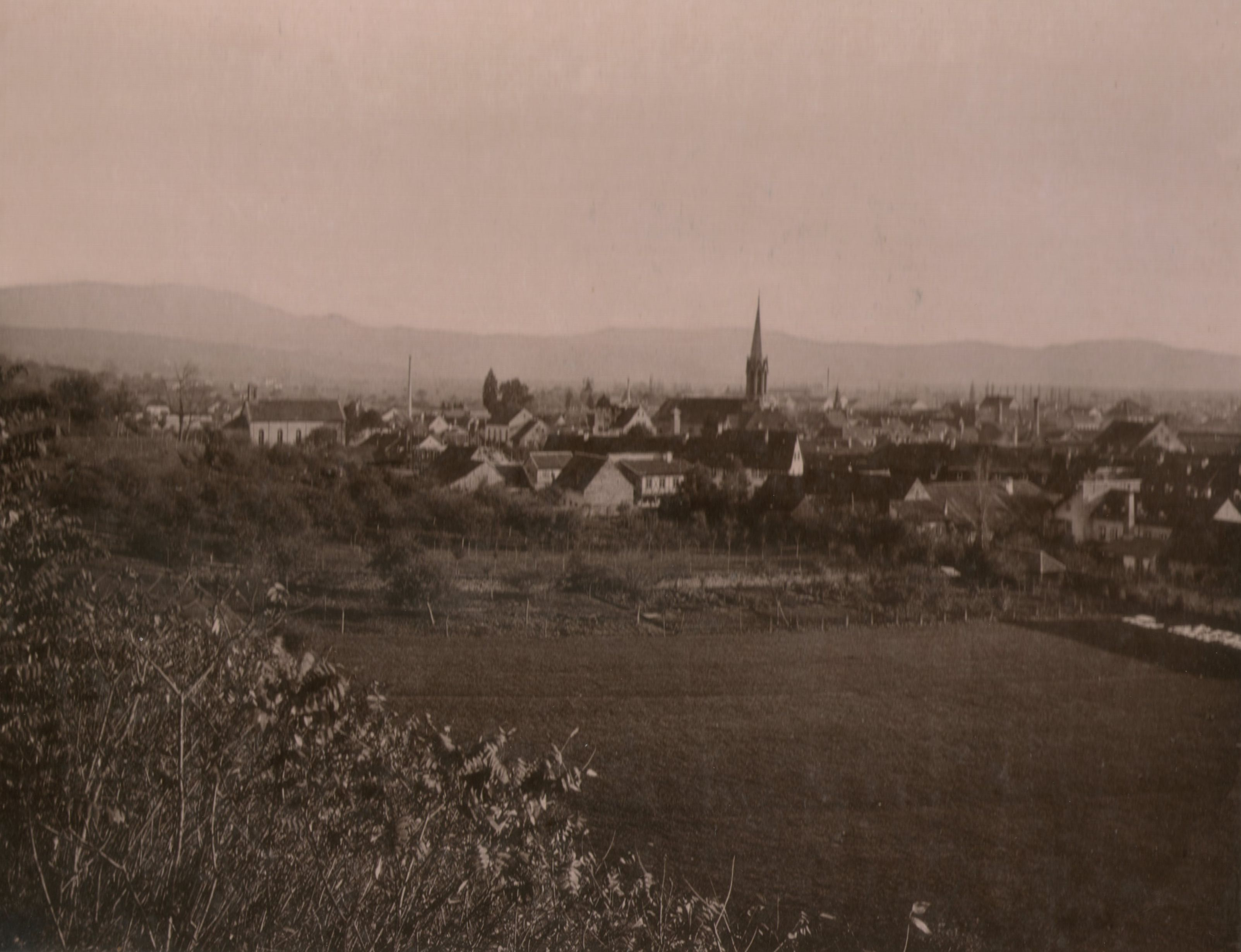
Emmendingen 1897. Fotografie: Christoph Clare.

Am 19. Oktober 1796 fand hier im Rahmen des Ersten Koalitionskrieges die Schlacht bei Emmendingen zwischen Österreichern unter Karl von Österreich-Teschen und Franzosen unter Jean-Victor Moreau statt, die die Österreicher für sich entscheiden konnten. 1809 wurde Emmendingen Sitz des gleichnamigen Bezirksamtes, das 1939 zum Landkreis Emmendingen wurde. Bei der Kreisreform Baden-Württemberg 1973 blieb der Landkreis Emmendingen im Wesentlichen unverändert. Die Einwohnerzahl der Stadt Emmendingen überschritt 1972 im Rahmen der Gemeindereform die 20.000-Grenze. Danach stellte sie den Antrag auf Erhebung zur Großen Kreisstadt, was durch die Landesregierung von Baden-Württemberg zum 1. Januar 1973 erfolgte.
Auch die Stadtteile Emmendingens haben eine lange Geschichte. Bis auf Mundingen waren sie Teil der Vogtei und der Pfarrei Emmendingen. 1803 gehörten sie zum Oberamt Hochberg, aus dem 1809 das Bezirksamt Emmendingen hervorging.
Kollmarsreute wurde 1385 als „zu Kolmers Ruti in Brisgowe“ erstmals erwähnt. Der Ort lag ursprünglich an der Elz (Altdorf), wurde dann aber wegen Hochwassergefahr 1784 an die heutige Stelle verlegt. Maleck wurde 1317 als villa Malnegge, Mundingen 1147, Wasser 1419 als „uff dem Wasser“ und Windenreute 1094 als Winedoriuti erstmals erwähnt.

### Historische Ortsnamen
Emmendingen wird zuzeiten historisch unter anderem mit den Örtlichkeitsnamen Emmetingen (1360–1370), Emattingen uf der Lerchen (1354), Emmuͤtingen (1299), Villa Anmutingen (1236), Curtis de Hanemontingen (1179), Anemoͧtingen (1113) und Anemoͧtinga oder Anemutingen (1094, 1096) erwähnt.

### Eingemeindungen
Folgende Gemeinden wurden in die Stadt Emmendingen eingemeindet:
- 1883: Niederemmendingen
- 1. August 1971: Kollmarsreute, Maleck und Windenreute[7]
- 1. Januar 1974: Mundingen[8]
- 1. Januar 1975: Wasser[8]

### Einwohnerentwicklung
Einwohnerzahlen nach dem jeweiligen Gebietsstand. Die Zahlen sind Volkszählungsergebnisse (¹) oder amtliche Fortschreibungen der jeweiligen Statistischen Ämter (nur Hauptwohnsitze).

Einwohnerentwicklung von Emmendingen von 1812 bis 2017

| Jahr / Datum     | Einwohner |
| ---------------- | --------- |
| 1812             | 1.399     |
| 1830             | 1.849     |
| 1852             | 2.033     |
| 1. Dez. 1871     | 3.391     |
| 1. Dez. 1880 ¹   | 3.598     |
| 1. Dez. 1900 ¹   | 4.317     |
| 1. Dez. 1910 ¹   | 8.430     |
| 16. Juni 1925 ²  | 8.890     |
| 16. Juni 1933 ¹  | 9.514     |
| 17. Mai 1939 ¹   | 9.893     |
| 1946             | 8.917     |
| 13. Sept. 1950 ¹ | 10.317    |
| 6. Juni 1961 ¹   | 13.256    |
| 27. Mai 1970 ¹   | 16.028    |

| Datum          | Einwohner |
| -------------- | --------- |
| 31. Dez. 1975  | 24.722    |
| 31. Dez. 1980  | 24.740    |
| 27. Mai 1987 ¹ | 22.819    |
| 31. Dez. 1990  | 23.590    |
| 31. Dez. 1995  | 24.796    |
| 31. Dez. 2000  | 25.240    |
| 31. Dez. 2005  | 26.127    |
| 31. Dez. 2010  | 26.874    |
| 09. Mai 2011 ¹ | 25.868    |
| 31. Dez. 2015  | 27.383    |
| 31. Dez. 2020  | 28.051    |
| 31. Dez. 2021  | 28.207    |
| 31. Dez. 2022  | 28.856    |
| 31. Dez. 2023  | 29.035    |
| 31. Dez. 2024  | 29.560    |

¹ Volkszählungsergebnis
² Badisches Statistisches Landesamt (Hrsg.): Badische Gemeindestatistik, Karlsruhe 1927, S. 24.

### Religionen

#### Konfessionsstatistik
Laut der Volkszählung 2011 waren 38,0 % der Einwohner evangelisch, 29,9 % römisch-katholisch und 32,1 % waren konfessionslos, gehörten einer anderen Glaubensgemeinschaft an oder machten keine Angabe. Der Anteil der evangelischen und katholischen Kirchenmitglieder an der Gesamtbevölkerung ist seitdem beträchtlich gesunken. In Emmendingen waren (Stand Dezember 2024) von den 29.560 Einwohnern 25,3 % (7.486) evangelisch, 21,7 % (6.409) katholisch und 53,0 % (15.665) gehörten einer anderen oder keiner Glaubensgemeinschaft an.

#### Christentum

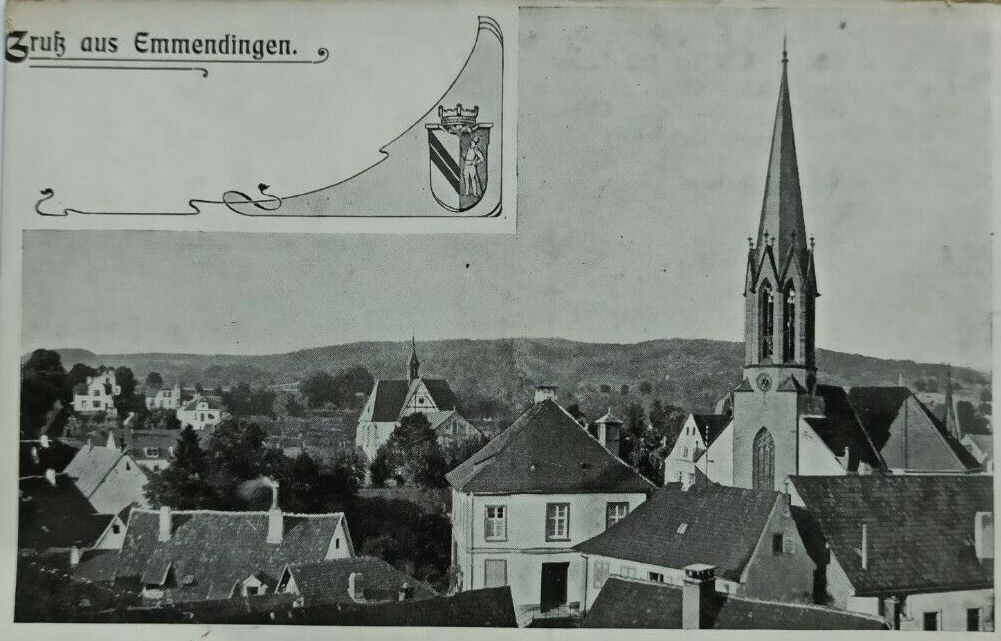
Die noch turmlose katholische Kirche (hinten Mitte) und die evangelische Stadtkirche mit dem neuen Turm 1858/59; links davon das evangelische Pfarrhaus. Zeitgenössische Ansichtskarte, um 1905.

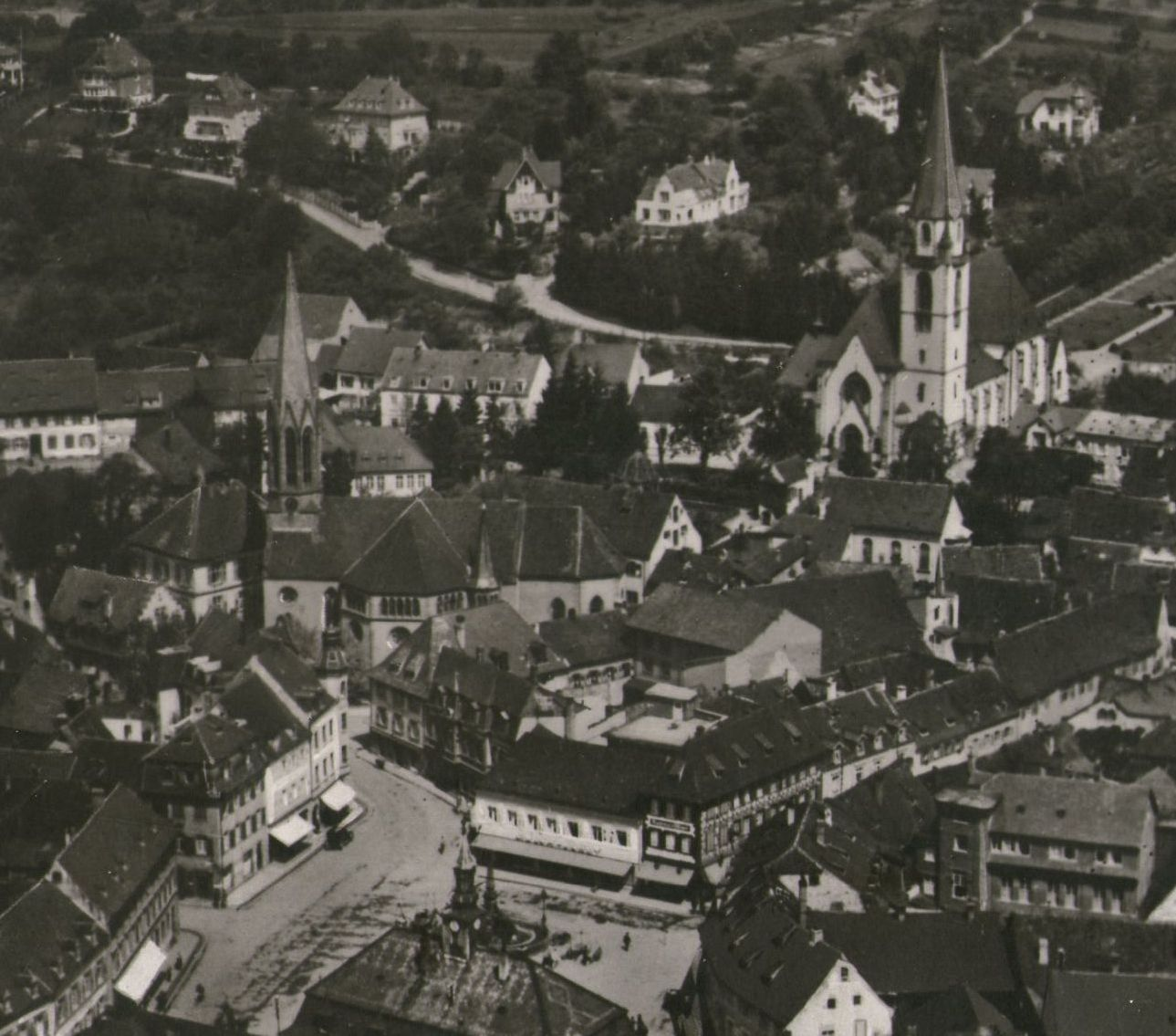
Das Stadtzentrum von Emmendingen mit dem Marktplatz im Vordergrund, der evangelischen Stadtkirche links, der katholischen Kirche hinten rechts und der Alten Synagoge auf dem Schlossplatz davor. Undatiertes Luftbild (Ausschnitt), zeitgenössische Ansichtskarte, um 1925.

Emmendingen gehörte zunächst zum Bistum Konstanz und war dem Archidiakonat Breisgau unterstellt. Im Jahr 1556 führte Markgraf Karl II. in Emmendingen die Reformation ein. 1590 kehrte die Markgrafschaft Baden-Hachberg unter Jakob III. kurzzeitig zum Katholizismus zurück. Nach seinem gewaltsamen Tod wurde wieder der evangelische Glaube eingeführt. Danach war Emmendingen eine überwiegend protestantische Stadt. Die Gemeinde Emmendingen gehörte zum Spezialat Hochberg und war Sitz des Superintendenten.

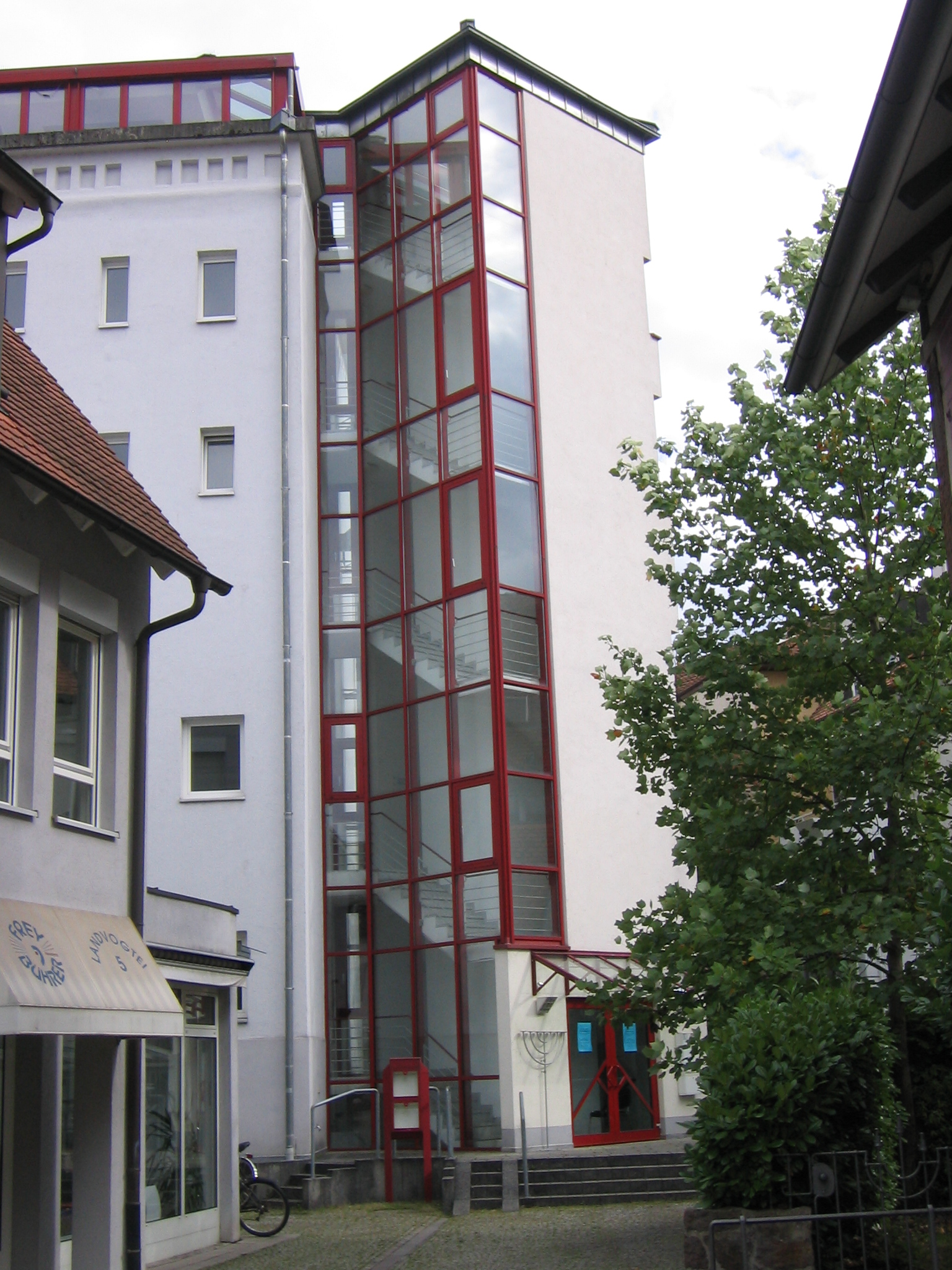
Die Neue Synagoge von Emmendingen, Landvogtei 11.

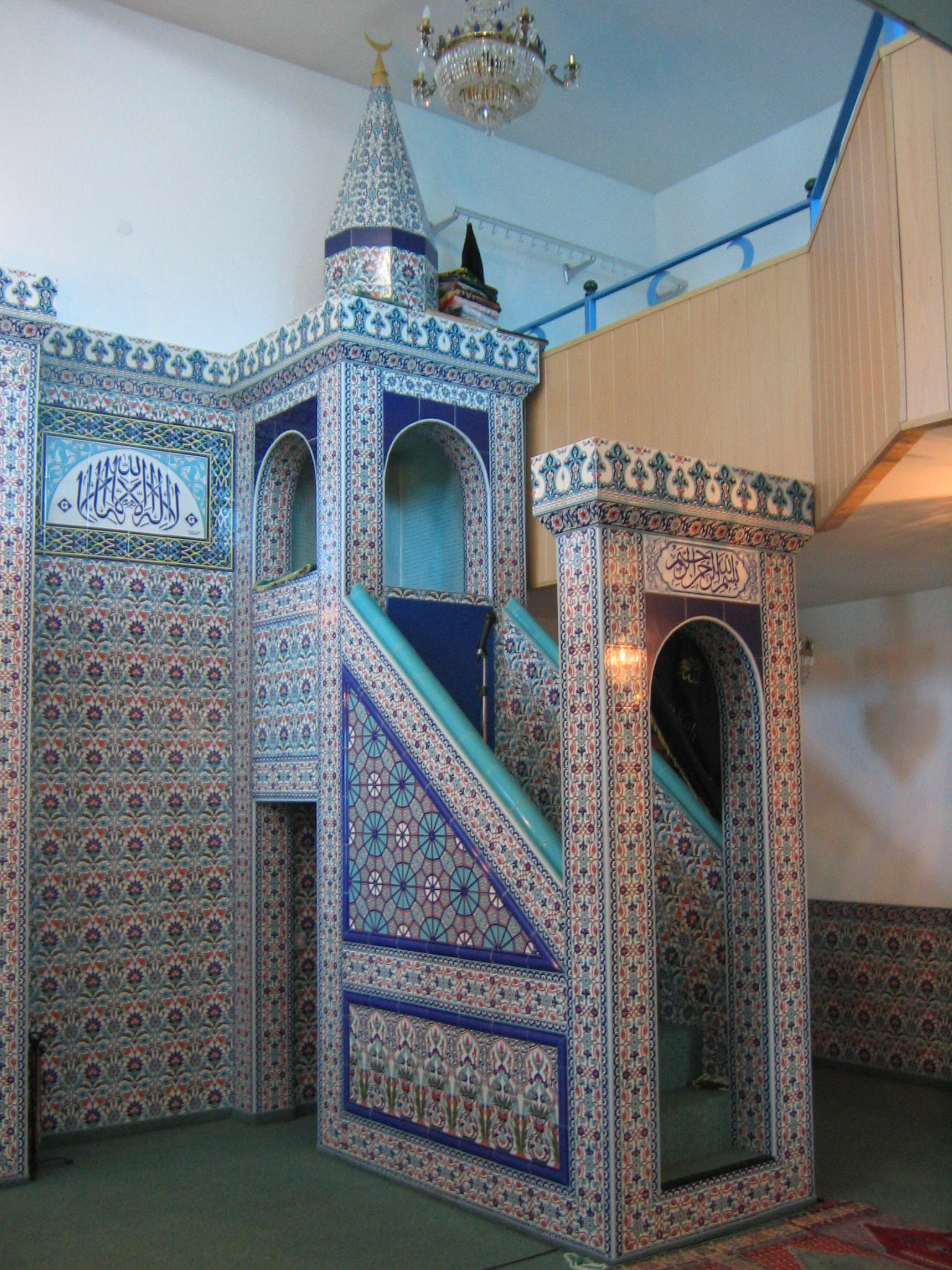
Gebetsraum (Moschee) des Türkisch-Islamischen Kulturvereins

Im 19. Jahrhundert wurde Emmendingen Sitz eines Dekans der Evangelischen Landeskirche in Baden. Die evangelische Stadtkirche (Bauteile aus dem 15. Jahrhundert, Turmneubau 1858/59, Vollendung des Kirchenumbaus 1905) ist die Pfarrkirche für die Stadtkirchengemeinde. Die Kreuzkirchengemeinde umfasst die Stadtteile Kollmarsreute, Wasser und Windenreute (jeweils mit eigenen Kirchen) sowie Maleck. Die Paulusgemeinde für das östliche Gebiet Bürkle-Bleiche verfügt über ein 1974 eingeweihtes Gemeindezentrum. Im Stadtteil Mundingen gibt es eine sehr alte evangelische Gemeinde, die sich früher auf dem Wöpplinsberg, seit 1727 in der neu erbauten Kirche versammelt. Alle evangelischen Gemeinden gehören zum Kirchenbezirk Emmendingen im Kirchenkreis Südbaden der Landeskirche.
Im 19. Jahrhundert durften sich wieder Katholiken in Emmendingen niederlassen. Ab 1863 wurde die Kirche St. Bonifatius errichtet. Die Pfarrkuratie von 1864 wurde 1882 zur Pfarrei erhoben. Da die Zahl der katholischen Einwohner rasch zunahm, wurde in zwei Bauabschnitten (1894–1896 und 1911–1913) unter dem Freiburger Architekten Max Meckel die heutige Bonifatiuskirche im neugotischen Stil erbaut. Das Vorgängerkirchlein trug man ab und baute es in Denzlingen als St.-Josefs-Kirche wieder auf. Eine zweite katholische Pfarrei (St. Johannes) wurde ab 1973 im größten Emmendinger Stadtteil Bürkle-Bleiche errichtet und 1976 geweiht. Am 1. Januar 2013 wurde die römisch-katholische Kirchengemeinde Emmendingen-Teningen errichtet, zu der – abgesehen von den Patienten und -innen in der Klinikseelsorge – über 13.000 Katholiken in Emmendingen, Freiamt, Sexau und Teningen gehören.
Neben den beiden großen christlichen Kirchen gibt es in Emmendingen auch Gemeinden, die zu Freikirchen gehören, darunter zwei Evangelisch-freikirchliche Gemeinden (Baptisten) und eine Freie evangelische Gemeinde. Auch die Neuapostolische Kirche und die Zeugen Jehovas sind in Emmendingen vertreten.

#### Jüdische Gemeinde
Im Jahr 1716 wurde mit der Aufnahme von fünf Familien eine jüdische Gemeinde gegründet, deren erster Betsaal in der Kirchstraße 11 um 1763 zu einer Synagoge erweitert wurde. 1823 wurde auf dem benachbarten Schlossplatz die von dem Freiburger Architekten Christoph Arnold gebaute Synagoge eingeweiht. Im Rahmen der Novemberpogrome wurde sie zusammen mit dem jüdischen Gemeindehaus in der Kirchstraße am Vormittag des 10. November 1938 von Angehörigen der SA und unter Beteiligung von Emmendinger Bürgern zunächst demoliert und ihr Inventar auf dem Schlossplatz verbrannt, bevor sie im weiteren Tagesverlauf gesprengt und ihre Trümmer später restlos abgetragen und beseitigt wurden. Am 22. Oktober 1940 wurden die letzten 67 Emmendinger Juden im Rahmen der „Wagner-Bürckel-Aktion“ nach Gurs in Südfrankreich deportiert.
1995 wurde von der jüdischen Familie Teschemacher eine neue jüdische Gemeinde gegründet, die derzeit zirka 360 Mitglieder hat. Viele der Mitglieder kommen aus der ehemaligen Sowjetunion, der Rest aus Deutschland, Israel und anderen Ländern. Die neue Synagoge (Gastroturm) befindet sich in der Landvogtei und ist angeblich weltweit die einzige „Turmsynagoge“. Nach vielen Jahren ohne Rabbiner trat Moshe Navon im September 2011 den Dienst als Rabbiner von Emmendingen an, dem die jüdische Gemeinde jedoch zum Jahresende 2013 kündigte. Nachfolger ist seit 2014 Rabbiner Yaakov Yosef Yudkowsky.
Im Landkreis Emmendingen erinnern Stolpersteine der Künstlers Gunter Demnig an die Opfer des NS-Regimes.

#### Islam
Seit 1979 gibt es in der Stadt einen Türkisch-Islamischen Kulturverein. Dieser verfügt über einen Gebetsraum (Moschee).

## Politik

### Gemeinderat
Die Kommunalwahl am 9. Juni 2024 führte bei einer Wahlbeteiligung von 62,57 % zu folgendem Ergebnis:
- SPD: 4
- Grüne: 6
- PARTEI: 1
- Liste Zukunft: 2
- FDP: 1
- FW: 4
- CDU: 6
- AfD: 2

| Partei/Liste  | Stimmenanteil | Sitze | G/V* |
| Grüne         | 22,31 %       | 6     | − 2  |
| CDU           | 23,53 %       | 6     | + 1  |
| SPD           | 17,61 %       | 4     | − 1  |
| FDP           | 05,48 %       | 1     | − 1  |
| Die PARTEI    | 03,61 %       | 1     | ± 0  |
| FWV           | 15,34 %       | 4     | ± 0  |
| Liste Zukunft | 06,13 %       | 2     | + 1  |
| AfD           | 05,99 %       | 2     | + 2  |

* G/V = Gewinn oder Verlust im Vergleich mit der Wahl 2019

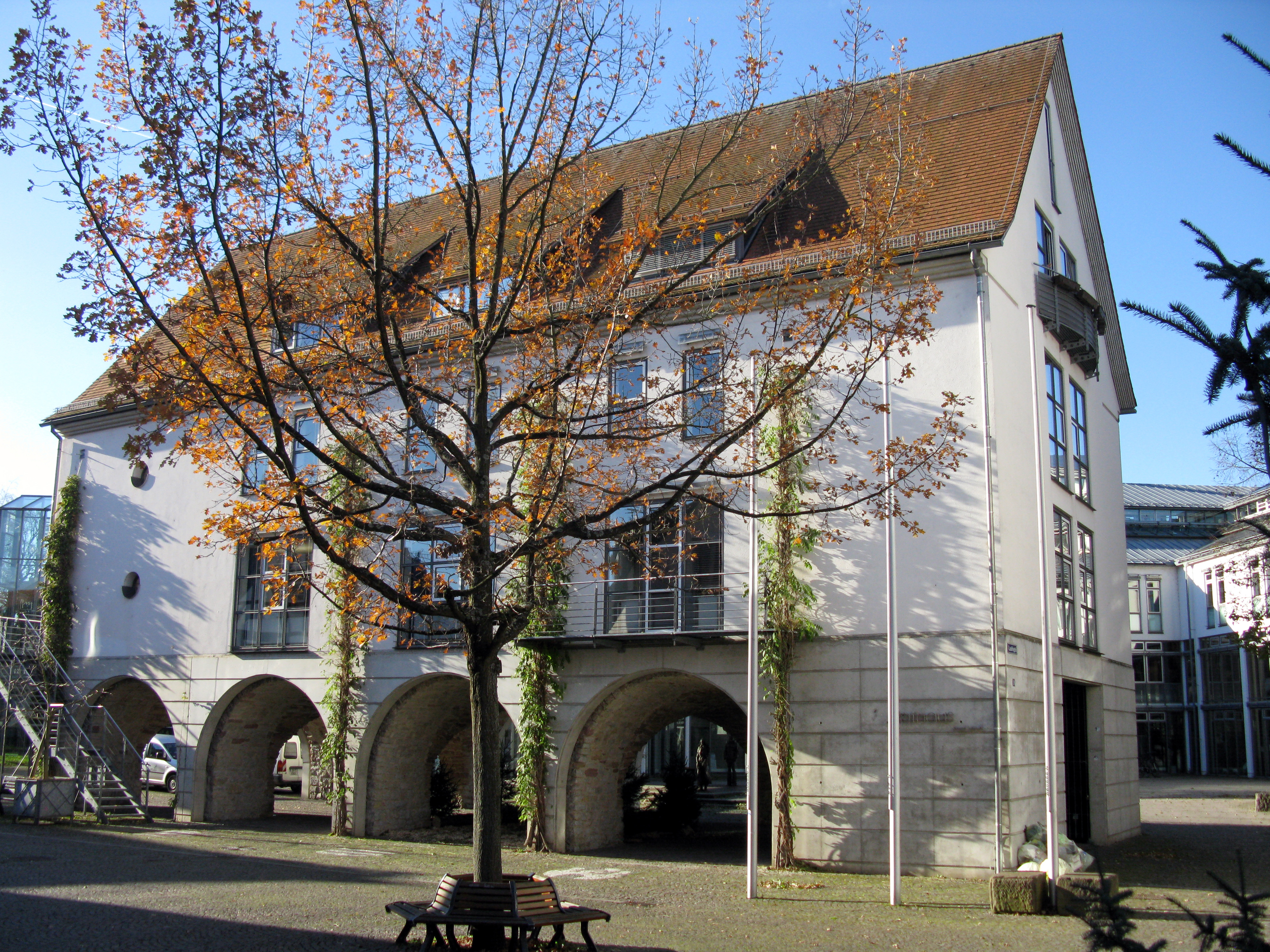
Rathaus, erbaut 1989–92

### Bürgermeister
An der Spitze der Stadt standen ab 1590 ein Bürgermeister und zwölf Räte. Die laufenden Geschäfte besorgte der Stadtschreiber. Die Räte waren zugleich Richter, die mehrmals jährlich unter einem vom Markgraf eingesetzten Schultheißen tagten. Im 18. Jahrhundert gab es neben dem Rat und den Bürgermeistern noch Beigeordnete. Seit dem 19. Jahrhundert gibt es nur noch den Bürgermeister und den Gemeinderat. Seit der Erhebung zur Großen Kreisstadt 1973 trägt das Stadtoberhaupt die Amtsbezeichnung Oberbürgermeister. Dieser wird heute von den Wahlberechtigten für eine Amtszeit von acht Jahren direkt gewählt. Er ist Vorsitzender des Gemeinderats. Sein allgemeiner Stellvertreter ist der 1. Beigeordnete mit der Amtsbezeichnung „Bürgermeister“.
Die Bürgermeister und, seit 1973, Oberbürgermeister seit 1830 (noch lückenhaft):
| Amtszeit   | Bürgermeister                      |
| ---------- | ---------------------------------- |
| 1830–1833  | Johann Philipp Sonntag             |
| 1833–1835  | Carl Helbing                       |
| 1876–1877  | Gustav Wagner                      |
| 1878–1891  | Andreas Roll                       |
| 1891–1897  | Wilhelm Schneider                  |
| 1897–1921  | Albert Rehm                        |
| 1921–1945  | Franz Hirt (Zentrum, NSDAP)        |
| April 1945 | Albert Hof (NSDAP)                 |
| 1945–1981  | Karl Faller (CDU)                  |
| 1981–1988: | Hans-Peter Schlatterer (parteilos) |
| 1988–2004  | Ulrich Niemann (SPD)               |
| seit 2004  | Stefan Schlatterer (CDU)           |

### Verwaltung
Gemeinsam mit den Gemeinden Freiamt, Malterdingen, Teningen und Sexau bildet die Stadt Emmendingen seit dem 1. Januar 1975 die Verwaltungsgemeinschaft Emmendingen, deren Aufgabe im Wesentlichen die Aufstellung des Flächennutzungsplanes für die Gemarkungen der beteiligten Gemeinden ist.

### Wappen
Das Wappen der Stadt Emmendingen zeigt in gespaltenem Schild heraldisch rechts (vorn) in Gold einen roten Schrägbalken, das Wappen der früheren badischen Ortsherren. Heraldisch links (hinten) in Blau einen Mann in silberner Rüstung. Seine linke Hand umfasst den Griff eines Langschwertes. In der Rechten hält er ein Zepter. Die dargestellte Person ist der badische Markgraf Jakob III. in Prunkrüstung, der am 1. Januar 1590 Emmendingen die Stadtrechte verlieh. Das Zepter ist der Hinweis darauf, dass der Abgebildete zum Hochadel gehörte. Das heutige Wappen wurde – wie frühere Ausführungen, künstlerisch frei – nach dem im Original erhaltenen Stadtsiegel von 1590 gestaltet. Das Stadtwappen wurde 1969 offiziell festgelegt, seine Beschreibung 2019 aktualisiert. In den Siegeln vor der Stadterhebung war statt des geharnischten Regenten ein Pflugmesser („Sech“, vom lat. secare – schneiden) zu sehen.
Die Emmendinger Stadtflagge ist blau-gelb-rot.

### Städtepartnerschaften
Emmendingen unterhält mit folgenden Städten eine Städtepartnerschaft:
- Six-Fours-les-Plages im Département Var, Frankreich (seit 1978)
- Newark-on-Trent in der Grafschaft Nottinghamshire, England (seit 1983)
- Sandomierz in der Woiwodschaft Heiligkreuz, Polen (seit 1990)

## Wirtschaft und Infrastruktur
- Versicherungspflichtig Beschäftigte: 10.117 (Stand: 31. Dezember 2012), hiervon entfallen auf die einzelnen Bereiche:
  - produzierendes Gewerbe: 1425
  - Handel, Verkehr, Gastgewerbe: 1977
  - Sonstige Dienstleistungen: 6700

### Verkehr

#### Bahn- und Busverkehr
Emmendingen liegt an der Badischen Hauptbahn von Mannheim nach Basel. Im Stundentakt verkehren Regional-Express-Züge nach Basel und Offenburg. Neben dem zentral gelegenen Bahnhof Emmendingen gibt es Haltestellen in den Ortsteilen Kollmarsreute und Mundingen (Teningen-Mundingen). Innerhalb der Stadt verkehren sechs Stadtbuslinien (1 nach Bürkle-Bleiche, 2 nach Bürkle-Bleiche, 3 in die Unterstadt, 5 nach Windenreute und Maleck, 6 nach Mundingen und 9 ins Industriegebiet Über der Elz) und zwei Anrufsammeltaxi-Linien (4 zum Kreiskrankenhaus und 10 nach Kastelburg). Die Teninger Citybuslinie 8 verbindet Teningen (und zeitweise die Ortsteile Nimburg sowie Bottingen) mit dem Bahnhof Emmendingen. Die Stadt gehört dem Regio-Verkehrsverbund Freiburg an. Vom Zentralen Omnibusbahnhof (ZOB) am Bahnhof fahren Regionalbusse nach Freiburg, Herbolzheim, Kenzingen, Heimbach, Waldkirch, Denzlingen, Vörstetten, Reute, Bahlingen, Riegel, Sasbach und Freiamt.

#### Radverkehr
Ab Mai 2026 soll das Fahrradverleihsystem Frelo in Emmendingen eingeführt werden. Dazu werden insgesamt neun Stationen in Emmendingen und in den Teilorten Maleck, Mundingen und Windenreute errichtet.
Durch Alltagsrouten aus dem Radnetz Baden-Württemberg ist Emmendingen
- über den Stadtteil Wasser, an Denzlingen vorbei und über Gundelfingen mit Freiburg,
- über Teningen (Stadtteil Köndringen), Kenzingen und Herbolzheim mit Lahr und
- über Sexau mit Waldkirch verbunden.

In der Zukunft soll der Radweg nach Freiburg über Denzlingen und Gundelfingen als RS 6 zu einem Radschnellweg ausgebaut werden. Ein weiterer Radschnellweg soll nach Lahr über Kenzingen und Herbolzheim verlaufen.
Emmendingen ist Mitglied der AGFK (Arbeitsgemeinschaft Fahrrad- und Fußverkehrsfreundlicher Kommunen) in Baden-Württemberg und hat die „Qualitätsstufe“ für eine fahrradfreundliche Kommune erreicht.

#### Fernstraßen
Emmendingen hat keinen direkten Autobahnanschluss. Die nächstgelegene Anschlussstelle gehört zu Teningen an der Bundesautobahn 5 Karlsruhe–Basel. Durch die Stadt verläuft die Bundesstraße 3 (Offenburg–Freiburg im Breisgau).

#### Luftverkehr
Die nächstgelegenen Flughäfen sind Lahr, Freiburg und Basel-Mulhouse.

### Behörden und Gerichte
Als Kreisstadt ist Emmendingen Sitz der Kreisverwaltung des gleichnamigen Landkreises. Außerdem gibt es ein Finanzamt und eine Arbeitsagentur sowie ein Amtsgericht, das zum Landgerichtsbezirk Freiburg im Breisgau und zum OLG-Bezirk Karlsruhe gehört.
Die Stadt ist auch Sitz des Kirchenbezirks Emmendingen der Evangelischen Landeskirche in Baden. Auch das Katholische Dekanat Endingen-Waldkirch hat seinen Sitz in Emmendingen.
1745 wird erstmals eine Posthalterei erwähnt. 1811 gab es eine Postexpedition und seit 1876 ein Postamt 3. Klasse.
Des Weiteren befindet sich in Emmendingen eine Polizeidirektion mit Kriminalpolizei und dem Polizeirevier (Polizei Baden-Württemberg). Schließlich ist Emmendingen auch Sitz des Abrechnungszentrums Emmendingen des Landesverbandes der Betriebskrankenkassen Süd und seit dem 2. April 2012 Sitz des ersten zentralen Grundbuchamts in der Geschichte des Landes Baden-Württemberg.

### Medien
Über das Lokalgeschehen in Emmendingen berichtet als Tageszeitung die Badische Zeitung aus Freiburg im Breisgau und die kostenlose Wochenzeitung Emmendinger Tor, die seit 1974 an alle Haushalte direkt verteilt wird sowie die in Emmendingen ansässige Internet-Zeitung Regiotrends.

### Bildungseinrichtungen

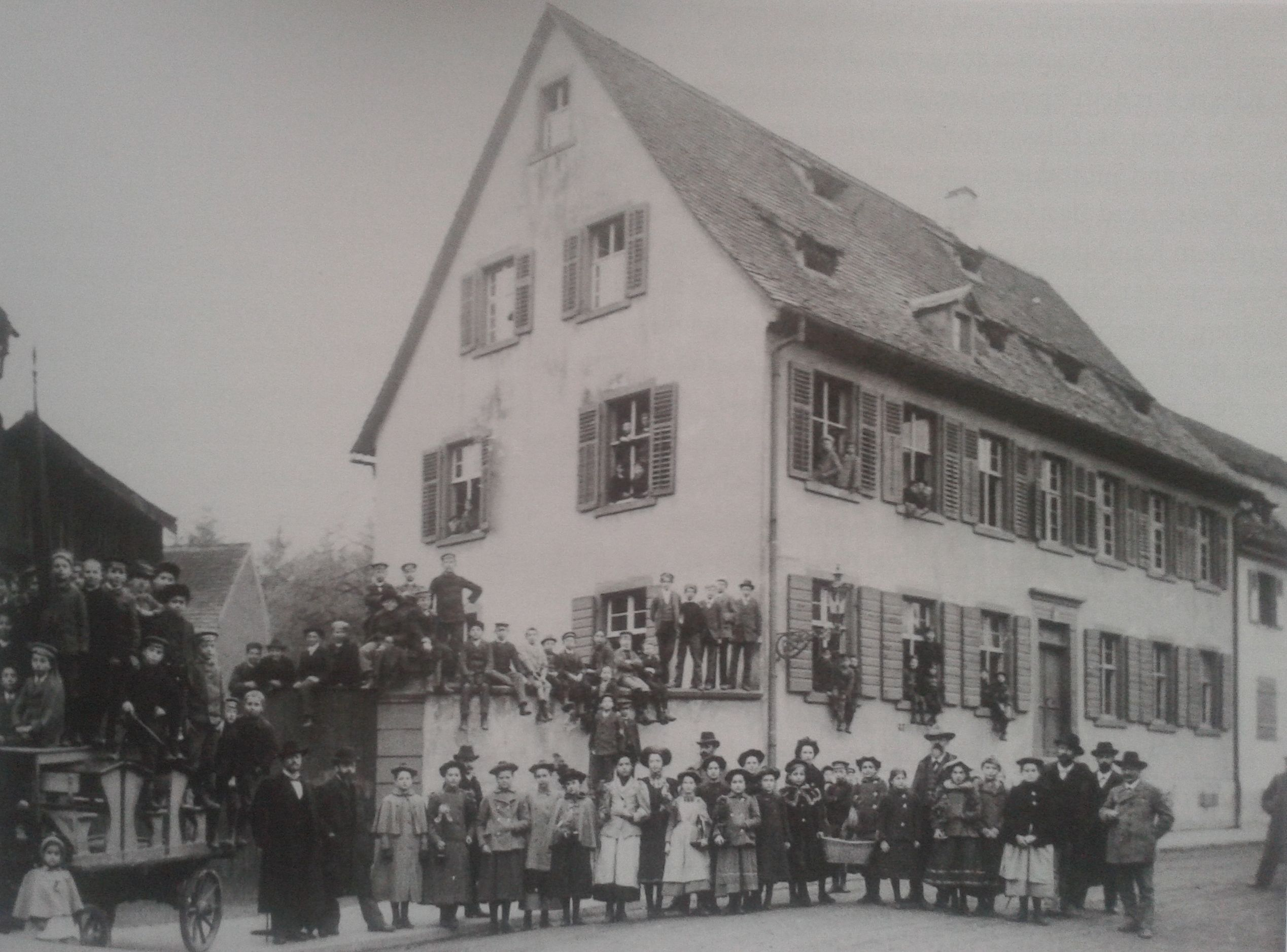
Alte Realschule, Hebelstr. 1, beim Umzug in die neue „Karl-Friedrich-Schule“, Ende 1901; Schuldirektor Prof. Friedrich Jost (zweiter von links), Lehrkörper, Schülerinnen und Schüler

Bereits zwei Jahre nach Einführung der Reformation (1556) gab es in Emmendingen eine erste Volksschule. Heute bestehen neben dem Goethe-Gymnasium, das aus der 1667 gegründeten Lateinschule bzw. Höheren Bürgerschule (1840–1891) und Realschule (später Realprogymnasium und „Oberschule für Jungen“) im Jahr 1974 hervorging, die Markgrafen-Realschule, die Fritz-Boehle-Hauptschule mit Werkrealschule, die Markgrafen-Grund- und Hauptschule mit Werkrealschule sowie die C.-F.-Meerwein-Schule und die Fritz-Boehle-Grundschule als Grundschulen in der Kernstadt und weitere Grundschulen in Kollmarsreute, Mundingen, Wasser und Windenreute. Die Stadt ist auch Träger der Karl-Friedrich-Förderschule.
Der Landkreis Emmendingen ist Träger der Gewerblichen und Hauswirtschaftlich-Sozialpflegerischen Schulen und der kaufmännisch ausgerichteten Carl-Helbing-Schule sowie der Eduard-Spranger-Schule für Geistigbehinderte mit Schulkindergarten für geistigbehinderte Kinder im Ortsteil Wasser, wo sich auch die Staatliche Schule für Körperbehinderte mit Heim (Schulträger: Land Baden-Württemberg) befindet. Ferner gibt es die Staatliche Fachschule für Landwirtschaft Hochburg im Ortsteil Windenreute.
Die Volkshochschule Nördlicher Breisgau, die Integrative Waldorfschule Emmendingen (gemeinsamer Unterricht von Kindern ohne und mit geistiger Behinderung), die Musikschule Nördlicher Breisgau und die Schule für Gesundheits- und Krankenpflege im Landkreis Emmendingen runden das schulische Angebot in Emmendingen ab.
Seit 2006 existiert das Jüdische Lehrhaus in Emmendingen, welches unterschiedliche Themen zur jüdischen Kultur anbietet, zum Beispiel Synagogenarchitektur, jüdische Religion, jüdische Philosophie und die Geschichte der Juden zum Beispiel in Deutschland. Auch ein hebräischer Sprachkurs für Anfänger und Fortgeschrittene wird angeboten.
Das Jüdische Lehrhaus ist eine Kooperation der Jüdischen Gemeinde Emmendingen und des Vereins für jüdische Geschichte und Kultur, Emmendingen e. V.

### Krankenhäuser
Der Landkreis Emmendingen ist Träger des Kreiskrankenhauses Emmendingen. Daneben gibt es als Anstalt des öffentlichen Rechts das Zentrum für Psychiatrie Emmendingen (ZfP). Beide Einrichtungen sind Akademische Lehrkrankenhäuser der Medizinischen Fakultät der Albert-Ludwigs-Universität Freiburg.

### Freizeit- und Sportanlagen
Emmendingen hat ein Freibad und einen Skateplatz mit einer (Beton-)Funbox, mehrere Sport- und Veranstaltungshallen (Goethe-Halle, Hermann-Günth-Halle, Steinhalle und Fritz-Boehle-Halle, Karl-Faller-Halle, Elzhalle), die Sportanlagen des Turnerbundes und mehrere Fußballplätze (darunter den Rasen- und Hallenplatz des ZPEs und den Goethe-Bolzplatz). Des Weiteren gibt es die Tennisplätze des TC Emmendingen und im Impulsiv Möglichkeiten zum Klettern und Bouldern.
Es gibt in Emmendingen sechs Fußballvereine (FC Emmendingen, FV Windenreute, SG Wasser-Kollmarsreute, SV Mundingen und ÜTSE Emmendingen). Windenreute, Wasser und Kollmarsreute haben allerdings in einigen Jugendspielklassen sowie bei den aktiven Herrenmannschaften Spielgemeinschaften gegründet. Diese Vereine haben, bis auf ÜTSE Emmendingen, jeweils einen vereinseigenen Fußballplatz. Der FC Emmendingen spielt im Elzstadion. Außerdem gibt es in Emmendingen den Sportfliegerclub C.F. Meerwein.

## Kultur und Sehenswürdigkeiten

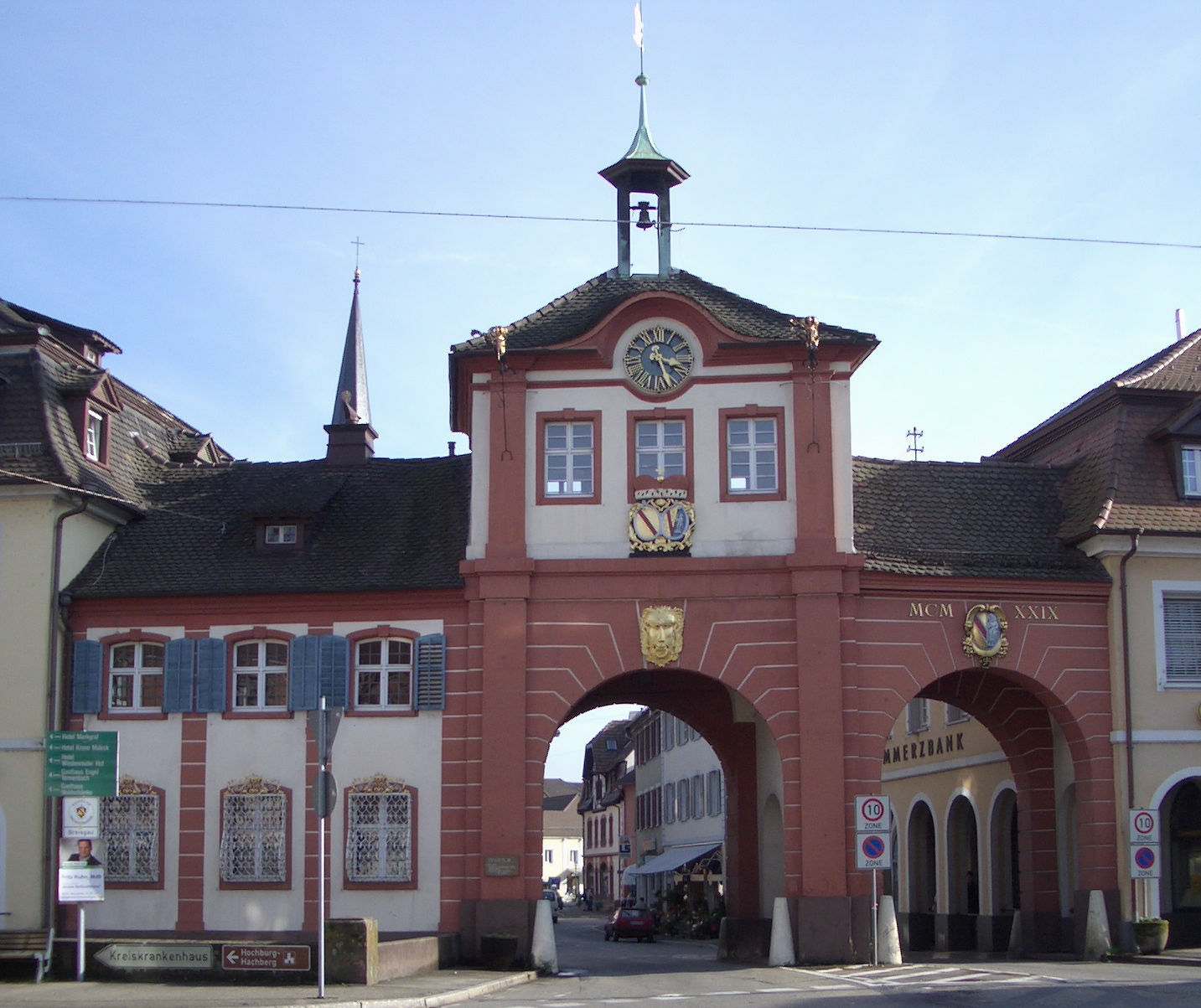
Emmendinger Tor

Mit seiner Altstadt (unter anderem dem Stadttor, das Wahrzeichen der Stadt, und dem Markgrafenschloss mit Stadtmuseum), der mittelalterlichen Ruine Hochburg, dem Weinanbau im Ortsteil Mundingen und anderen Sehenswürdigkeiten gilt Emmendingen als attraktiver Urlaubsort.

### Bauwerke
Das Markgrafenschloss ist ein Renaissance-Bau mit achteckigen Treppenturm an der Nordseite. 1590 fand in einem daneben liegenden Gebäude, dem Kapitelsaal, das berühmte Emmendinger Religionsgespräch statt, das Jakob III. von Baden-Hachberg (1577–1590) angeregt hatte. Heute ist hier das Museum zur Stadtgeschichte und das Fotomuseum Hirsmüller untergebracht.

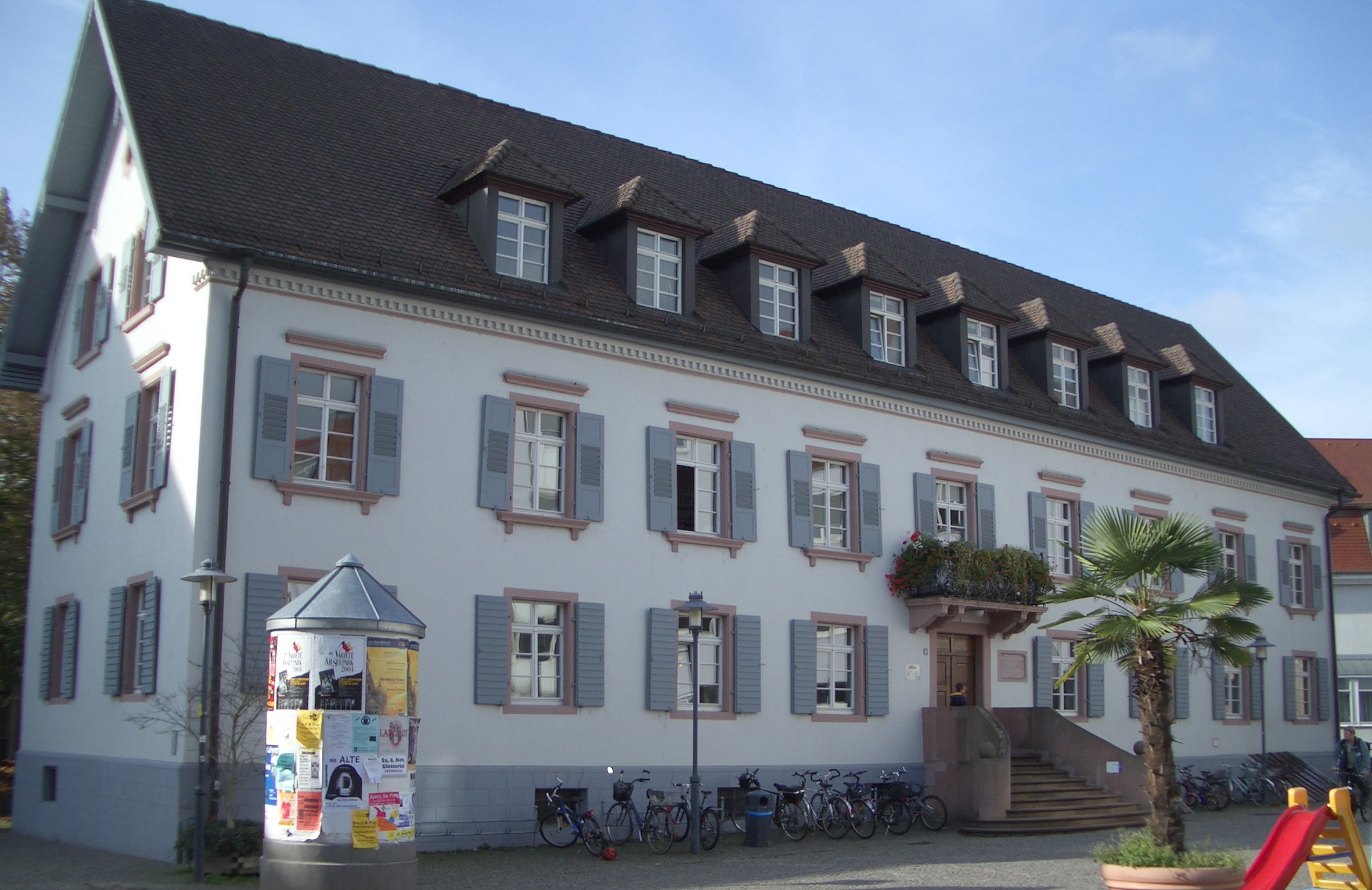
Ehemaliges Wohnhaus von Johann Georg und Cornelia Schlosser, heute Stadtbücherei

Das Schlosserhaus kam 1588 als Gremppischer Hof in den Besitz der Markgrafen von Baden und war seit dieser Zeit Wohnsitz des obersten Beamten der Markgrafschaft Hachberg. Das Gebäude wurde mehrfach umgebaut, zeigt heute noch deutlich den barocken Stil, jedoch auch die starken baulichen Eingriffe, die im 19. und zu Beginn des 20. Jahrhunderts vorgenommen wurden. Johann Georg Schlosser, Goethes Schwager, erwarb das Gebäude 1774 als Privathaus und bewohnte es bis 1787. Auf einer Gedenktafel am Gebäude wird an seine damals berühmten Gäste in diesem Haus erinnert, so unter anderem an Herzog Carl August von Weimar, Jakob Michael Reinhold Lenz, Johann Georg Jacobi und Johann Caspar Lavater. Goethe, dessen Schwester Cornelia mit Schlosser verheiratet war, weilte hier in den Jahren 1775 und 1779.
Die evangelische Stadtkirche, zum ersten Mal 1236 erwähnt – in vorreformatorischer Zeit eine Martinskirche mit dem Patrozinium am 11. November –, wurde nach der Zerstörung 1424 zwischen 1430 und 1434 wiederaufgebaut. Erhalten blieb hiervon der Chor. 1813–1815 wurde die Kirche umgebaut und 1858/59 wurde der klassizistische Turm durch einen neugotischen ersetzt. Nochmalige Erweiterungen gab es 1903–1905.
Die katholische Kirche St. Bonifatius wurde 1863 erbaut und 1894–1896 sowie 1911–1913 erweitert. Im Innern befindet sich ein gemalter spätgotischer Flügelaltar 1473 von Friedrich Herlin. 1938 erhielt die Kirche eine Orgel von M. Welte & Söhne.
Etwas außerhalb der Stadt (etwa einen Kilometer östlich des Ortsteils Windenreute) steht die gut erhaltene Ruine Hochburg (Hachberg), die zu den größten Burgruinen in Deutschland zählt.

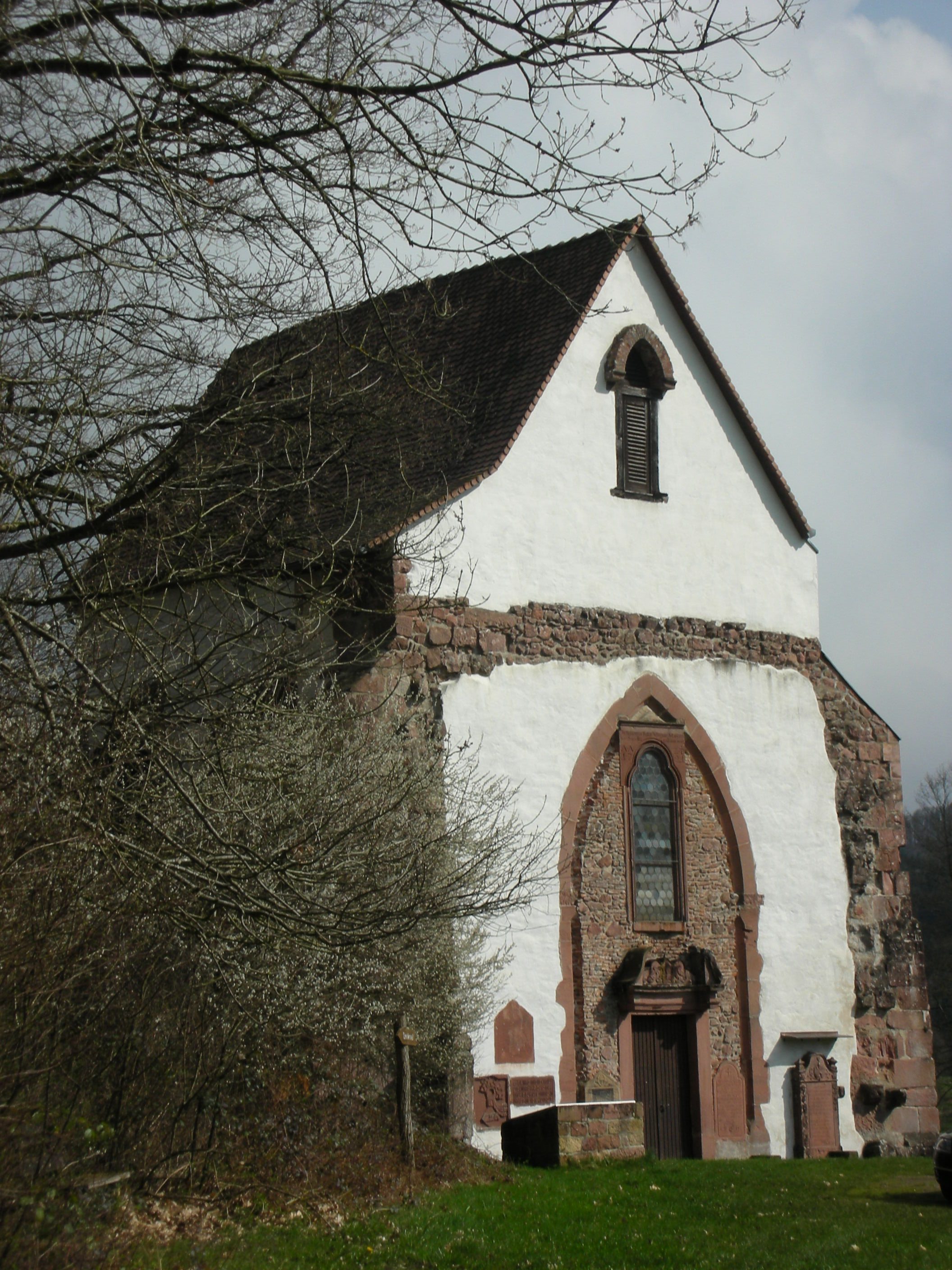
Klosterkapelle Tennenbach

 Die Klosterkapelle Tennenbach ist neben dem früheren Wirtschaftsgebäude (heute Gasthaus Engel) das letzte erhaltene Gebäude des ehemals ausgedehnten Areals des Zisterzienserklosters Tennenbach. Sie diente zunächst als Spitalkapelle. Nach Einführung der Reformation (1556) war sie bis 1836 Pfarrkirche für die etwa 25 Handwerkerfamilien, die in Diensten des Klosters standen. Das gotische Kleinod aus der Mitte des 13. Jahrhunderts liegt in einem Seitental des Brettentals in landschaftlich reizvoller Umgebung. Die romanisch/frühgotische Kirche des Klosters wurde nach dessen Aufhebung 1803 und der Übertragung an das Großherzogtum Baden ab 1829 komplett abgebaut. Viele Tennenbacher Sandsteinquader, Säulenpodeste, Kapitelle und Portalelemente wurden nach Freiburg geschafft und in den Bau der ersten protestantischen Kirche, der Ludwigskirche integriert. Sie fiel 1944 der Bombardierung Freiburgs zum Opfer.

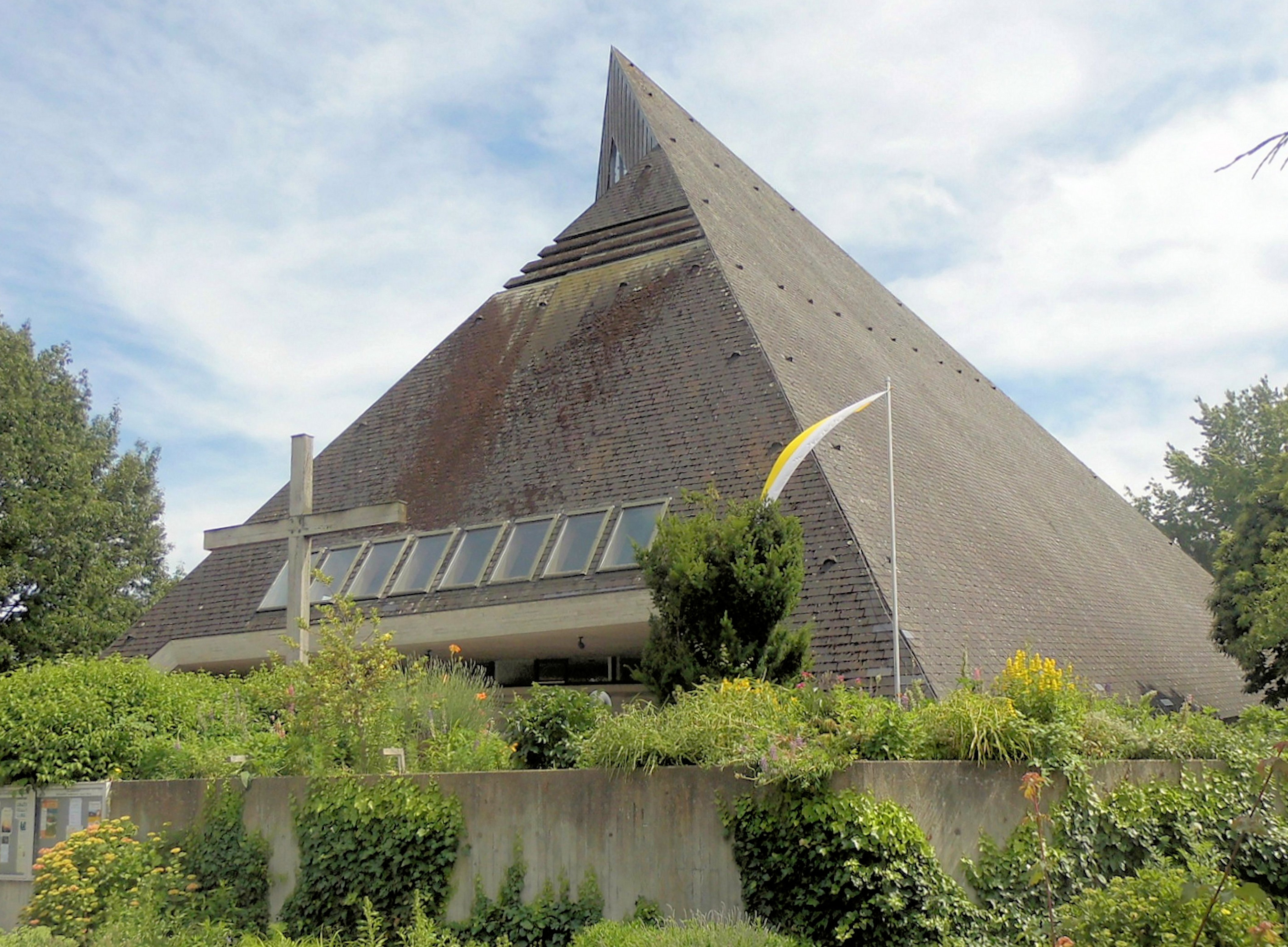
Kirche St. Johannes

Der Eichbergturm ist ein Aussichtsturm auf dem 369 m hohen Eichberg oberhalb der Stadt. Der Turm überragt den über 30 m hohen Eichenwald mit seiner Kanzel um 10 Meter und mit der Spitze um 17 Meter. Er ist der höchste Aussichtsturm des Landkreises Emmendingen und der höchste aus Holz erbaute Turm Baden-Württembergs. Von der Turmkanzel aus bietet sich ein großartiger Rundblick über die nähere Umgebung, den gesamten Schwarzwaldkamm bis zum Isteiner Klotz, den Schweizer Jura, die Vogesenkette und den Kaiserstuhl. Die Aussichtskanzel wurde aus Eichenholz gefertigt und sitzt auf den sechs Douglasienstämmen, die zusammen mit einem oberen Plattformrahmen einen Pyramidenstumpf bilden. Das Treppenhaus ist ein filigraner Zylinder aus Profilstahl und Baustahlgewebe, mit 240 Stufen aus Eichenholz. Der Turm, von einem 1999 gegründeten Verein errichtet, wurde am 17. September 2005 der Stadt Emmendingen übergeben und ist nun der Öffentlichkeit zugänglich.

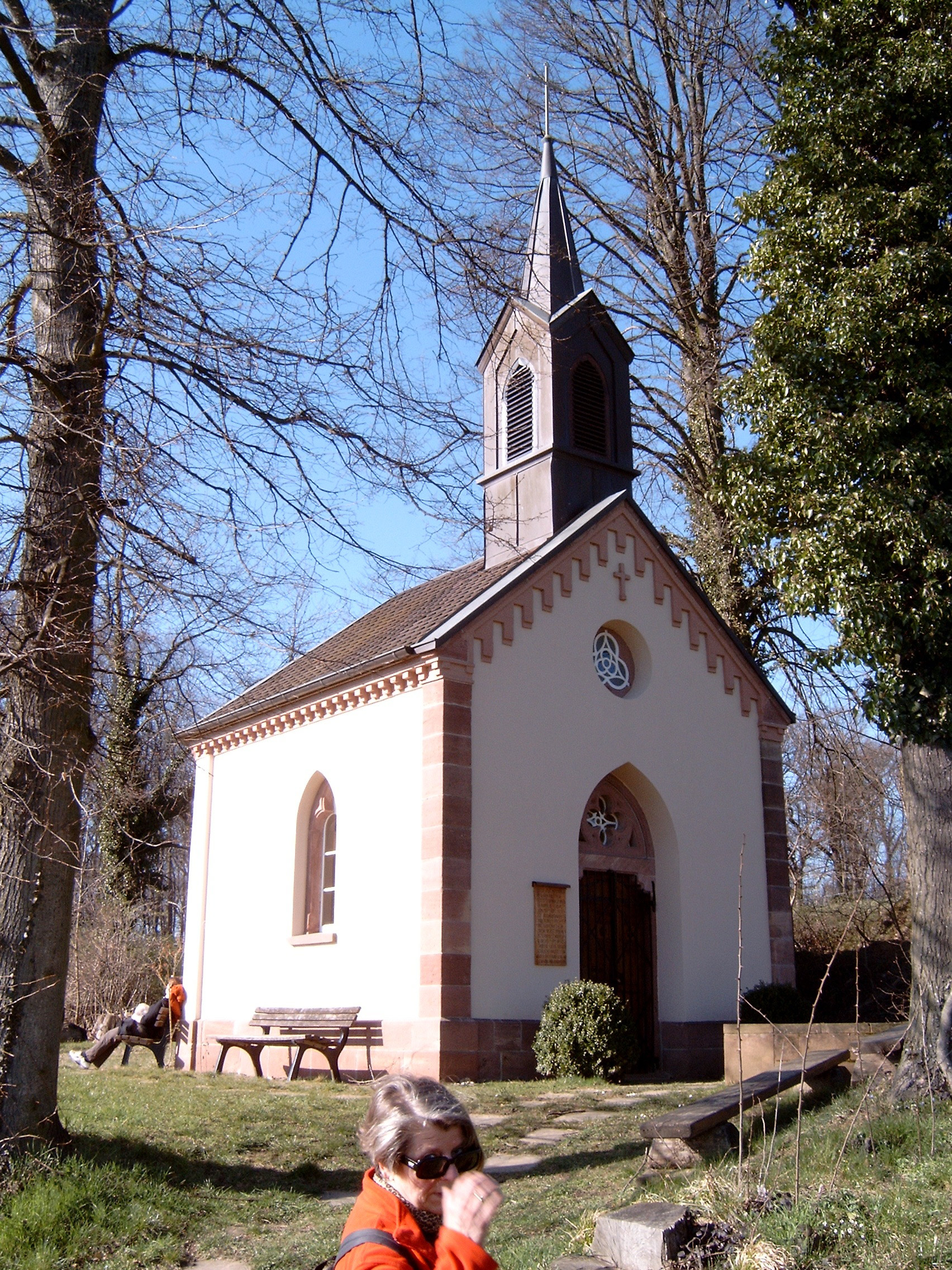
Wöpplinsberger Kapelle

In den Stadtteilen gibt es folgende Kirchen:

Die ehemalige Evangelische Kirche Kollmarsreute, erbaut 1913, ist heute ein Feuerwehrhaus. Die evangelische Kirche Mundingen, im Mittelalter St. Mauritius geweiht, wurde 1727 mit dem Material der abgetragenen Pfarrkirche auf dem Wöpplinsberg zur heutigen Größe erweitert. Die evangelische Kirche Wasser wurde im 18. Jahrhundert erbaut.
Auf dem Wöpplinsberg standen bis zu Beginn des 18. Jahrhunderts die Pfarrkirche für Mundingen, Niederemmendingen (bis 1806) und Keppenbach (bis 1660) sowie verschiedene Gehöfte zwischen dem heutigen Freiamt und Mundingen. Die Pfarrkirche auf dem Wöpplinsberg wurde zum ersten Mal 1136 urkundlich erwähnt, als der damalige Konstanzer Bischof dem Kloster Schuttern Besitzungen in der Ortenau, dem Breisgau und dem Elsass bestätigte. Ihr Patrozinium ist umstritten: es wird sowohl eine St. Peter- wie auch eine St. Barbara-Weihe vermutet. In der Zeit nach den Kreuzzügen setzte in Westeuropa die Verehrung der aus Kleinasien stammenden Nothelferin St. Barbara ein. Auch ihrer gedachte man auf dem Wöpplinsberg. Die gotische St. Barbara-Statue der alten Kirche in Reute befand sich bis zur Reformation 1556 sehr wahrscheinlich auf dem Wöpplinsberg. Im Dreißigjährigen Krieg erlitt die Kirche jedoch große Schäden. 1693 verließ der Pfarrer den Ort und zog nach Mundingen. Danach verfiel die Kirche. Im Sommer 2005 konnten ihre im Boden erhaltenen Fundamentteile wieder lokalisiert werden.
Heute steht unweit der ehemaligen Kirche eine zwischen 1871 und 1876 errichtete Kapelle, die der Mutter Gottes Maria gewidmet ist.

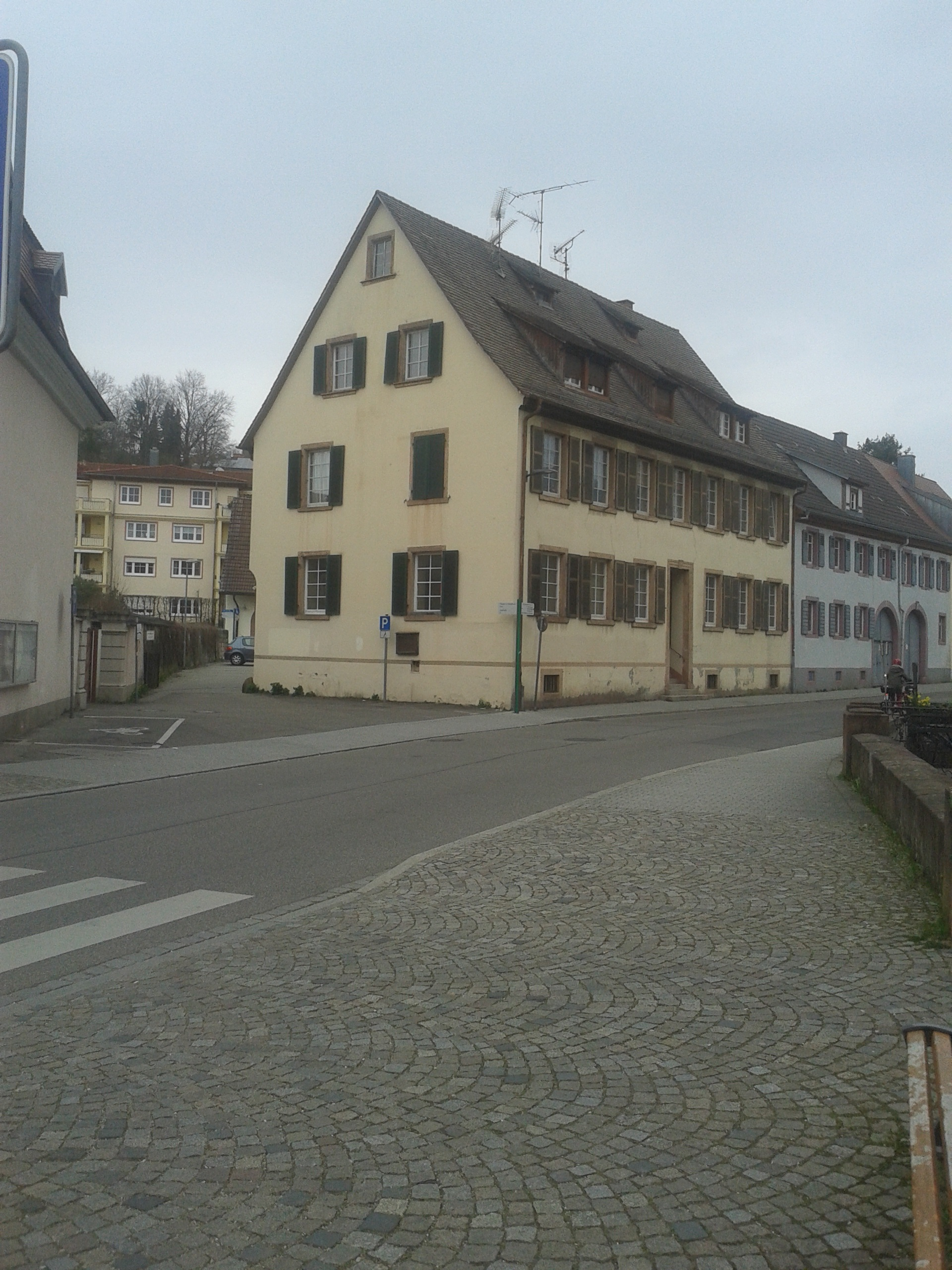
Schulgebäude, Gewerkschaftshaus und 1933–1945 „Horst-Wessel-Haus“, Sitz der NSDAP-Kreisleitung Emmendingen, Hebelstr. 1. Fotografie von 2020.

Die „Höhere Bürgerschule“ Emmendingen, 1848 aus der Lateinschule im Diakonatshaus hervorgegangen, zog 1864 in die Hebelstraße 1 um. Das dortige Gebäude beherbergte die nachfolgende Realschule bis zu deren Auszug Ende 1901 (siehe oben: Bildungseinrichtungen). Nach dem Ersten Weltkrieg diente das Gebäude als Gewerkschaftshaus. Von den Nationalsozialisten 1933 enteignet, war das Gebäude als „Horst-Wessel-Haus“ Sitz der Kreisleitung der NSDAP. 1945 wurde das Haus wieder an den Gewerkschaftsbund zurückgegeben. Heute befindet es sich im Eigentum der Stadt Emmendingen.

### Theater, Fastnacht

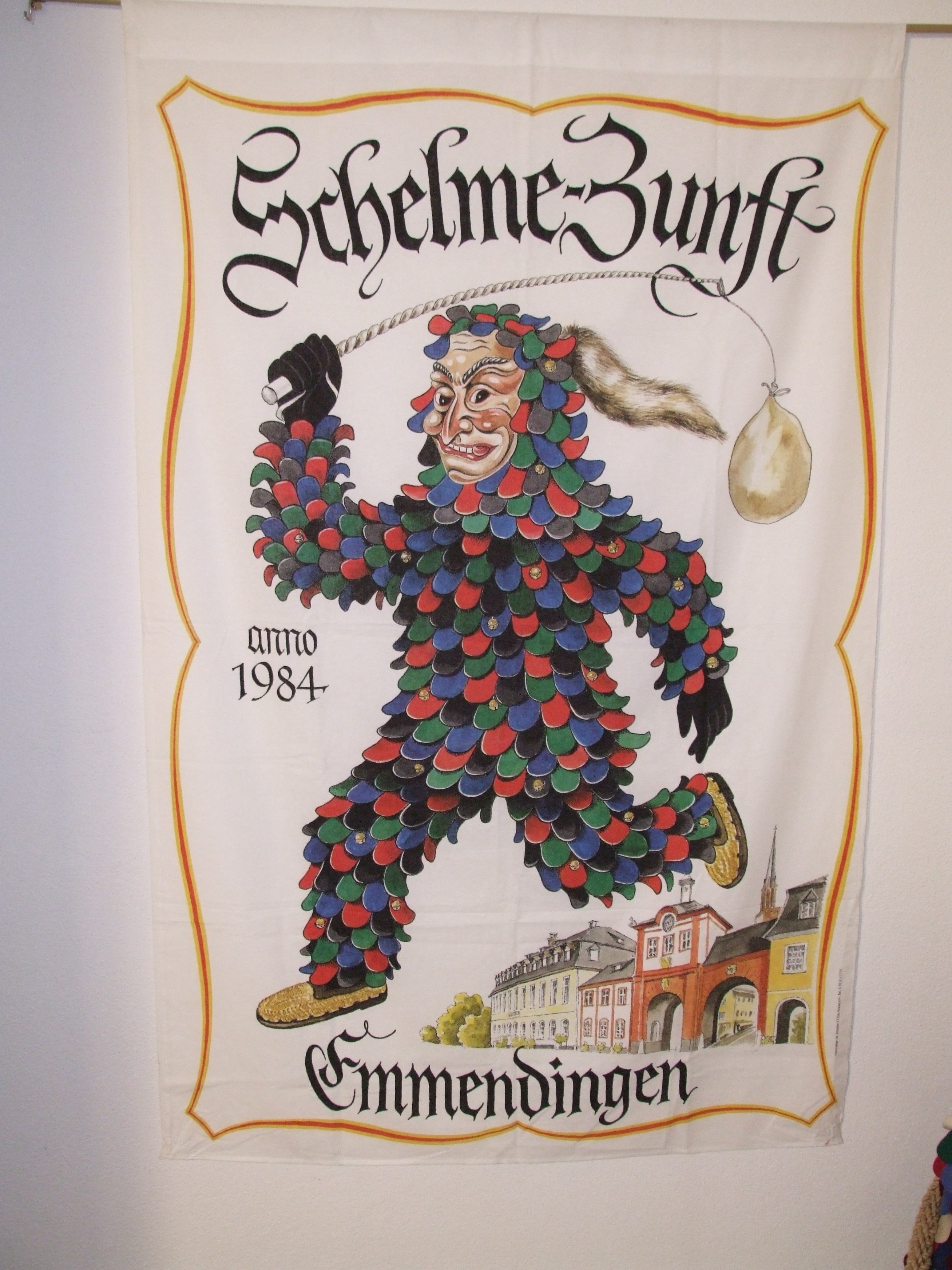
Fasnachtsfahne der Emmendinger „Schelmezunft“

In Emmendingen gibt es seit 1924 eine Amateurtheater-Tradition. In diesem Jahr wurde die Dramaturgische Gesellschaft gegründet, die als erstes Stück das Lustspiel Im weißen Rössl im Dreikönigssaal aufführte. Nach zwei Unterbrechungen firmierte diese Gruppe ab 1962 unter dem Namen Volksbühne Emmendingen und bot Freilichttheater, damals noch auf dem Platz am alten Markgrafenschloss. 1969 zog die Volksbühne in den ehemaligen Steinbruch hinter der stillgelegten Schuhfabrik Maja. Ende 2001 meldete der Verein Insolvenz an. 2002 gründeten ehemalige Mitglieder der Volksbühne als neuen Amateurtheater-Verein das Theater im Steinbruch Emmendingen e. V. das seitdem in jedem Sommer ein Stück für Erwachsene und eines für Kinder inszeniert, teils wird auch ein Winterstück gezeigt. Das Theater im Steinbruch ist Mitglied im Verband Deutscher Freilichtbühnen und im Bund Deutscher Amateurtheater. Die Freilichtbühne bietet 315 überdachte Sitzplätze. Neben dem Theaterbetrieb finden dort auch Open-Air-Konzerte statt.
Die Improvisations-Theatergruppe UNGENIERT ist seit 2005 ein fester Bestandteil der Emmendinger Kulturszene.
Mehrere Narrenzünfte beteiligen sich in Emmendingen jedes Jahr traditionell an der Schwäbisch-alemannischen Fastnacht.

### Musikfestivals
In Emmendingen finden die populären Musikfestivals African Music Festival (seit 2001) I EM MUSIC (seit 2004) und alle zwei Jahre das YouRock Open Air (seit 2015) statt.

### Museen und Archive

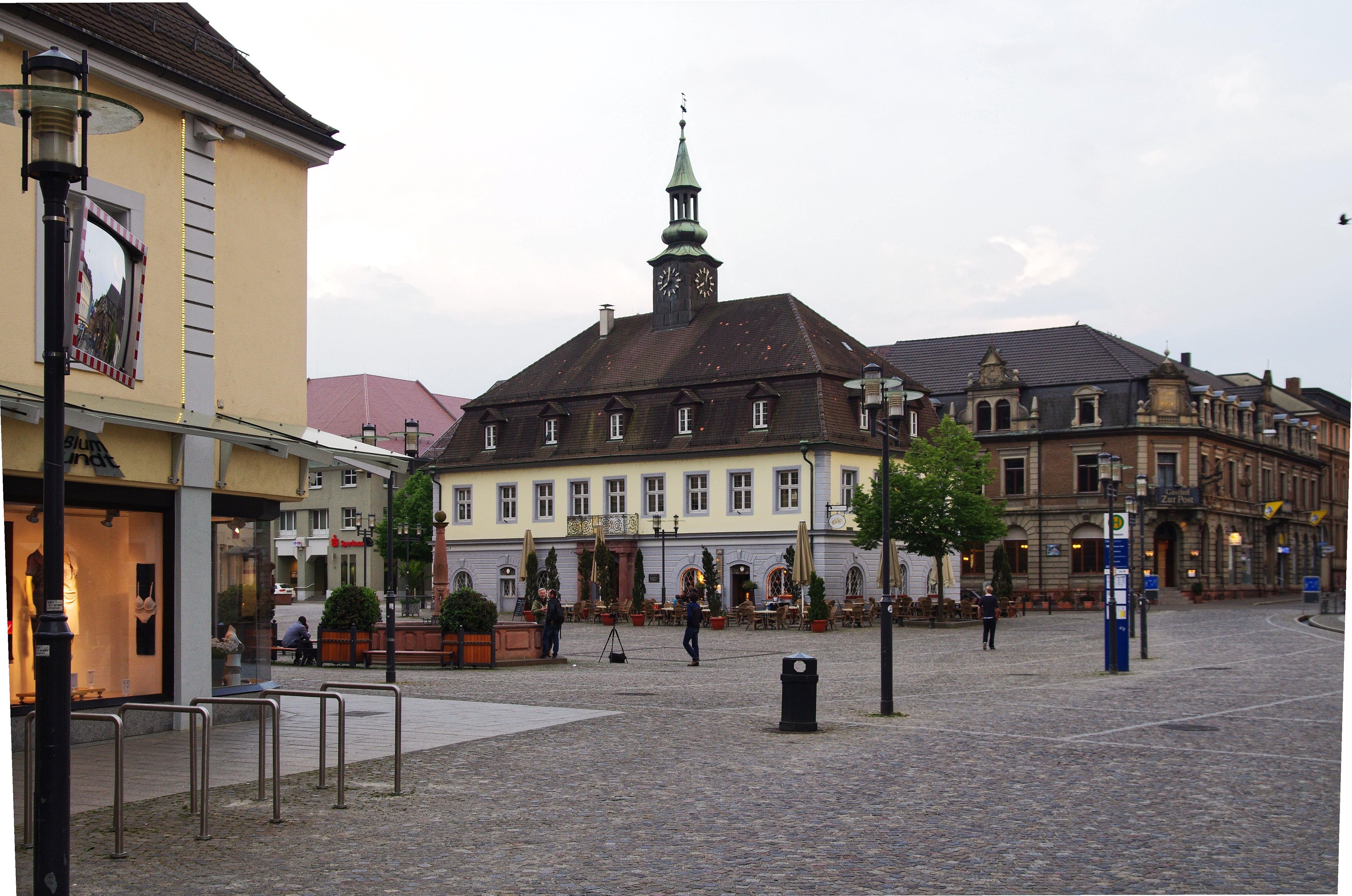
Das Alte Rathaus auf dem Marktplatz beherbergt das Deutsche Tagebucharchiv.

Im Markgrafenschloss ist die Stadtgeschichtliche Sammlung und das Fotomuseum Hirsmüller untergebracht.
In der ehemaligen Mikwe ist seit 1997 das Museum für jüdische Geschichte und Kultur Emmendingen untergebracht, das die Geschichte der Israelitischen Gemeinde der Stadt von der Gründung 1716 bis zur Vernichtung 1940 darstellt. Das Becken des Ritualbades besteht aus porösem Sandstein. Dadurch wird das Tauchbad mit Grundwasser versorgt. Es wird auch durch Wasser vom Brettenbach/Mühlbach gespeist.
Im Zentrum für Psychiatrie gibt es ein Psychiatrie-Museum, das die Geschichte der Emmendinger Heil- und Pflegeanstalt darstellt; Schwerpunkt ist die sogenannte „Euthanasiemaßnahme“ in der Zeit des Nationalsozialismus.
In Emmendingen ist das Deutsche Tagebucharchiv zu Hause. Dieses hat sich zur Aufgabe gemacht, Tagebücher, Lebenserinnerungen und Briefwechsel, die oft im Keller oder auf dem Müll verschwinden, zu erhalten. Die sehr persönlichen Aufzeichnungen sind von großer Aussage für die Öffentlichkeit, da sie historische Ereignisse und Zeitläufe nachvollziehbar machen. Das Archiv kann von jedermann genutzt werden. Seit 2014 hat das Tagebucharchiv ein Museum.
Im Stadtteil Bürkle-Bleiche gibt es einen Skulpturenweg, auf dem Bildhauerarbeiten gezeigt werden.
Auf der Hochburg kann man eine archäologisch-geschichtliche Ausstellung zur Geschichte der Burganlage besichtigen.

### Gedenkstätten
Am Standort der ehemaligen Synagoge am Schlossplatz erinnert seit 1968 eine Gedenktafel an die Zerstörung der Synagoge. Diese Tafel wurde 1988 nach öffentlicher Diskussion ergänzt durch eine zweite, auf der auch die Verfolgung und Auslöschung der jüdischen Gemeinde Emmendingens und die Täterschaft beim Novemberpogrom 1938 zur Sprache kommen. Außerdem erinnert seit 1999 eine in den Boden des Platzes eingelassene Bronzetafel mit einem stark verkleinerten Grundriss und einer Portalansicht an das jüdische Gotteshaus. Der Synagogenstandort und der Grundriss wurden bereits 1994 bei der Neupflasterung des Platzes, der zuvor jahrelang als Markt- und Parkplatz gedient hatte, durch dunklere Pflastersteine kenntlich gemacht. Östlich der Stelle, wo sich einst der Toraschrein befand, wurde ein Mahnmal für die nach Gurs deportierten Juden aufgestellt. Das Mahnmal ist Teil des dezentralen Gedenkprojekts Mahnmal Neckarzimmern und wurde durch eine Emmendinger Schulklasse in Form eines Davidsterns aus Eisenstangen konzipiert. Daneben steht das Haus, das bis zum Neubau 1823 die erste Synagoge war, unter anderem auch eine jüdische Schule beherbergte und das heute als Gemeindehaus der Jüdischen Gemeinde Emmendingen dient. Am Eingang des Jüdischen Friedhofs erinnert ein Stein an alle Opfer des Nazismus. Er ist umgeben von fünf Stelen, auf denen die Namen der ermordeten Juden Emmendingens, der Widerstandskämpfer und der in der Psychiatrie ermordeten Menschen verzeichnet sind.

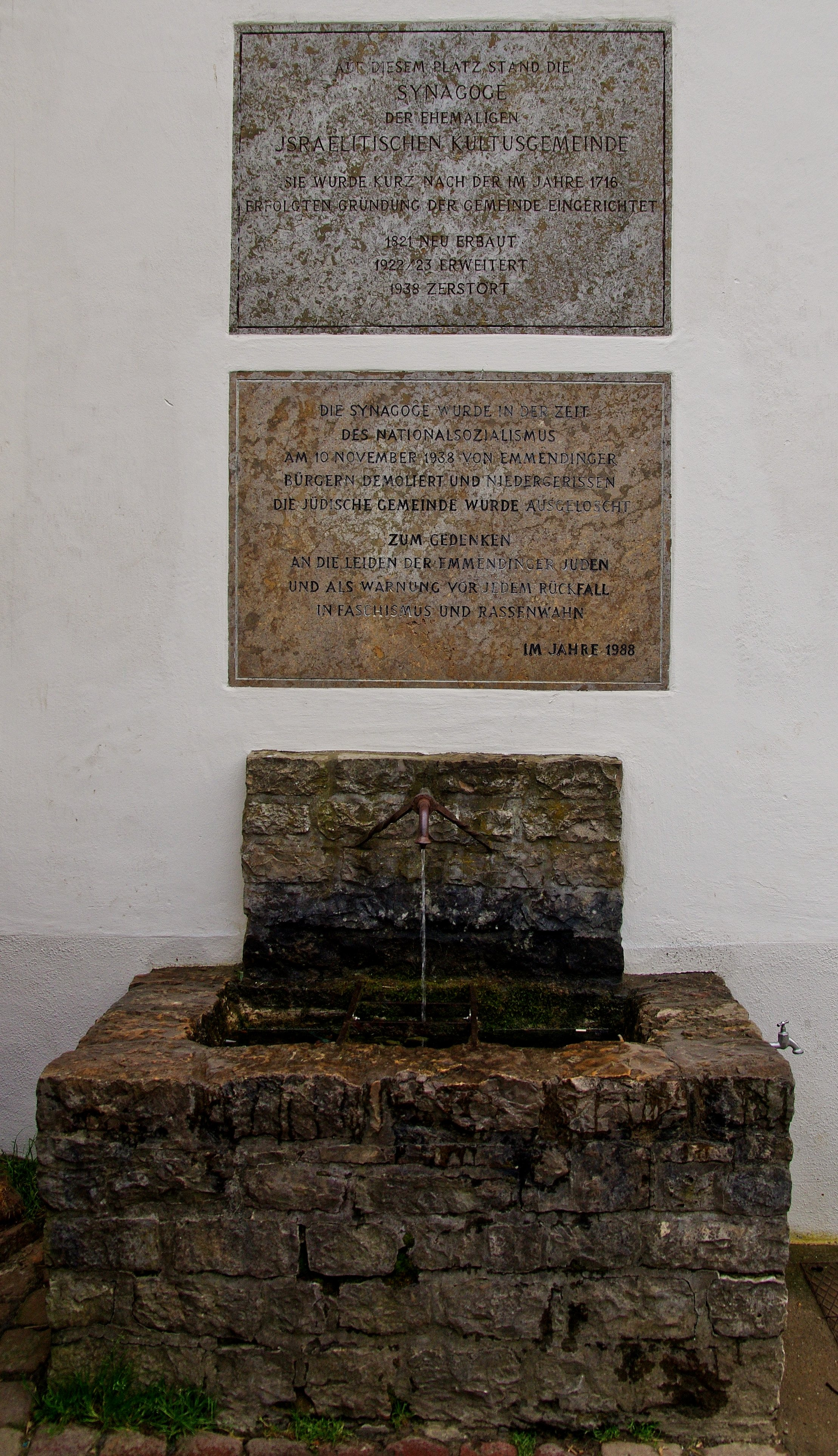
Gedenktafeln (1968, 1988) erinnern an die Leiden der Emmendinger Juden 1938/1940
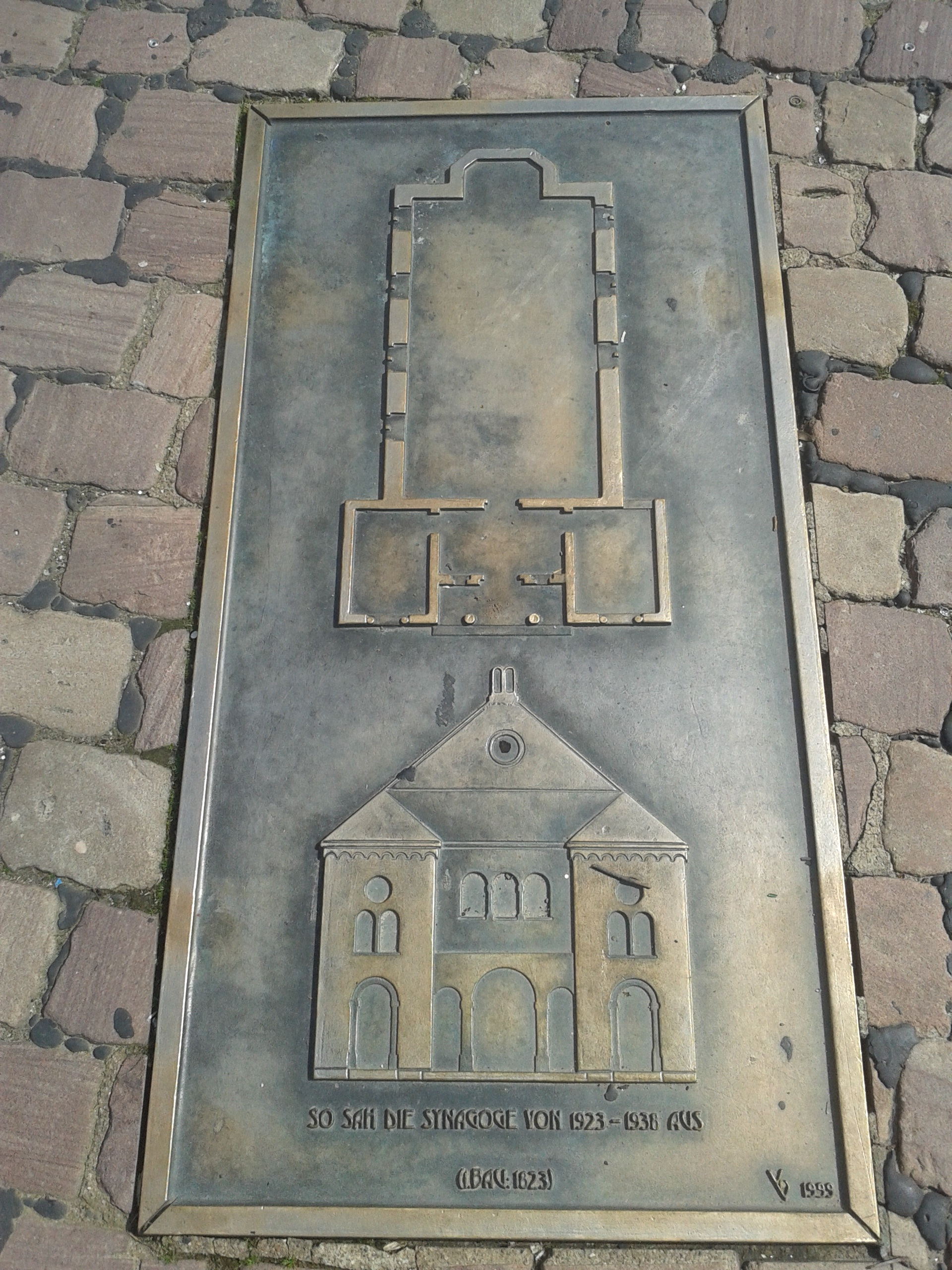
Gedenkplatte mit Grundriss und Portalansicht der Alten Synagoge Emmendingen, Schlossplatz
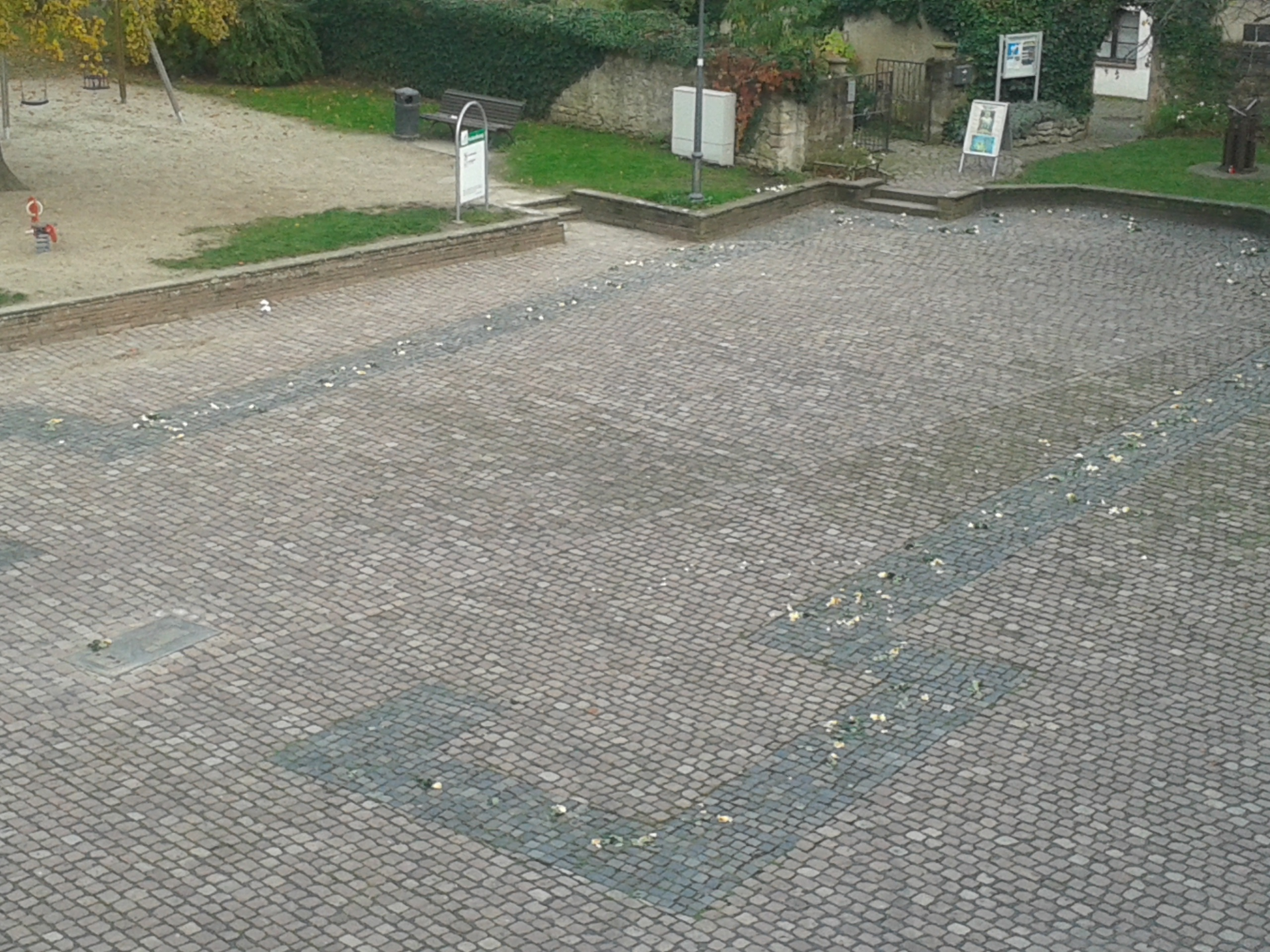
Synagogen-Grundriss, nachgebildet durch dunklere Pflastersteine
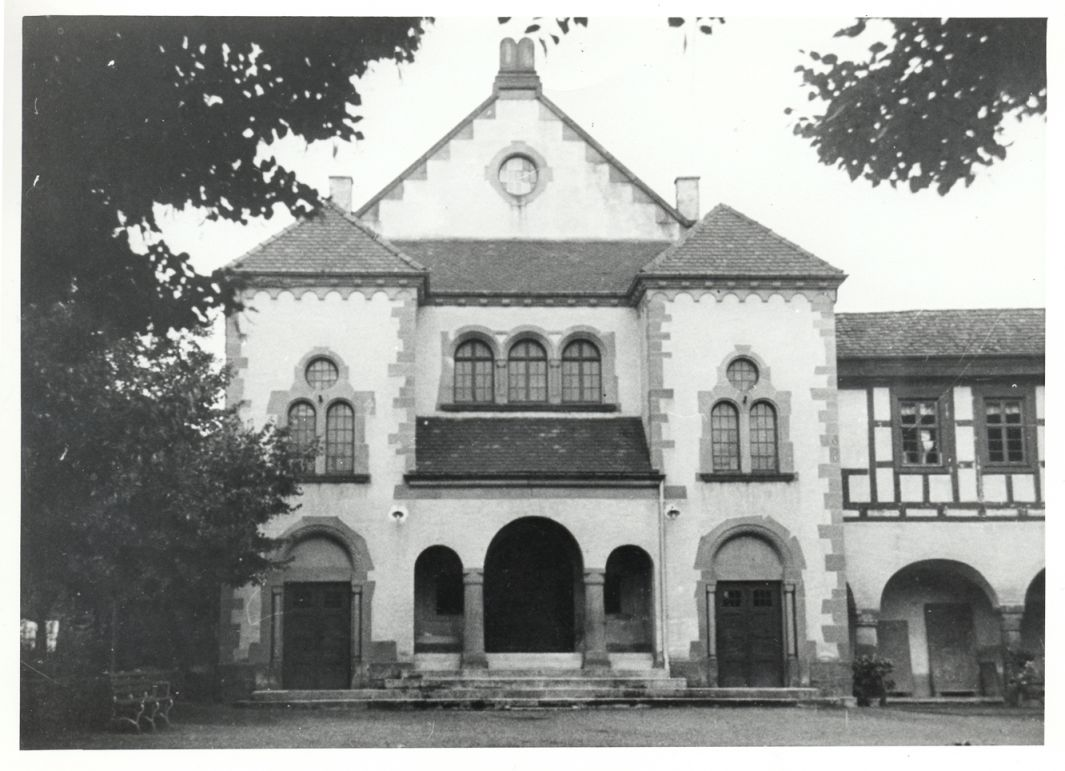
Die am 10. November 1938 zerstörte Alte Synagoge, Platz der Synagoge, um 1925

### Galerien
- In der Galerie im Tor wird in Wechselausstellungen zeitgenössische Kunst in den Bereichen Malerei, Zeichnung, Video, Fotografie und Bildhauerei gezeigt.
- Die Sammlung Geyer zu Lauf zeigt Werke des Künstlers, der zeitweilig in Emmendingen gelebt hatte.

### Kino
Von 1951 bis 2011 waren die Fuchsen-Lichtspiele eines von zwei und ab 1967 das einzige Emmendinger Kino. 2011 wurde das Kino CineMaja in der Steinstraße in Betrieb genommen.

## Persönlichkeiten

### Söhne und Töchter der Stadt
- Wilhelm Ludwig Willius (1726–1786), Mediziner
- Aloys Keßler (1777–1820), Zeichner und Kupferstecher
- Ernst Julius Leichtlen (1791–1830), Archivar und Historiker
- Christian Friedrich Kiefer (1803–1878), Abgeordneter der 2. Kammer der badischen Ständeversammlung
- Gustav von Stösser (1826–1907), Jurist und Verwaltungsbeamter
- Christoph Friedrich Fanck (1846–1906), Kaufmann und Fabrikdirektor
- Karl Zeuner (1852–1890), Offizier, Kolonialbeamter und Afrikaforscher
- Gustav Arnold (1866–1937), Präsident der Gebäudebrandversicherungsanstalt
- Harriet Straub (1872–1945), Ärztin und Schriftstellerin
- Fritz Boehle (1873–1916), Maler, Zeichner und Bildhauer
- Karl Joseph Rieder (1876–1931), katholischer Pfarrer Germanist und Kirchenhistoriker
- Fridolin Bosch (1889–1964), Architekt
- Wilhelm Buisson (1892–1940), Apotheker und Widerstandskämpfer
- Erwin Schloss (1894–1944), evangelischer Geistlicher
- Ernst Weber (1895–1969), Offizier, Generalmajor der Luftwaffe
- Franz Merkle (1905–1960), Volkswirt
- Ernst Thomann (1910–2009), Künstler und Bildhauer
- Margret Thomann-Hegner (1911–2005), Malerin und Graphikerin
- Norbert W. Luft (1919–1997), Chemiker, Hochschullehrer und -rektor
- Frank Straass (1924–2009), deutscher Journalist, Schriftsteller, Schauspieler, Hörspiel- und Synchronsprecher
- Hans Martin Erhardt (1935–2015), Maler und Grafiker
- Rolf Schweizer (1936–2016), Kirchenmusiker
- Harry Falk (* 1947), Indologe, Hochschullehrer
- Walter Mössinger (1949–2024), Kunstturner
- Patrick Kromer (* 1978), Radsporttrainer
- Tobias J. Erb (* 1979), Biologe und Chemiker, Direktor am MPI für terrestrische Mikrobiologie
- Andreas Blank (* 1980), Handballspieler
- Kilian Herold (* 1981), Klarinettist
- Jan Männer (1982–2022), Fußballspieler
- Dennis Bührer (* 1983), Fußballspieler
- Anne Kaiser (* 1987), Fußballspielerin (Bundesliga)
- Johannes Maikranz (* 1988), Jazzmusiker
- Jens Schöngarth (* 1988), Handballspieler
- Pascal Bührer (* 1995), Handballspieler
- Olivia Burkhart (* 1996), deutsche Schauspielerin
- Claudio Kammerknecht (* 1999), Fußballspieler
- Rafaela Borggräfe (* 2000), Fußballspielerin
- Sascha Risch (* 2000), Fußballspieler
- Nora Scherer (* 2005), Fußballspielerin

### Weitere Persönlichkeiten
- Johannes Nysaeus, Magister, ab 1560 badischer Superintendent und Reformator des Hachberger Landes (1527–1599)
- Johannes Pistorius (1546–1608), Arzt, Jurist, Berater von Jakob III., Generalvikar von Konstanz, kaiserlicher Rat und Beichtvater von Kaiser Rudolph II.
- Carl Friedrich Meerwein (1737–1810), Baumeister, Buch-Autor
- Johann Georg Schlosser (1739–1799), Jurist, Staatsmann und Übersetzer; lebte in Emmendingen
- Cornelia Schlosser (1750–1777), Schwester von Johann Wolfgang von Goethe; lebte in Emmendingen
- Jakob Michael Reinhold Lenz (1751–1792), Schriftsteller; lebte in Emmendingen
- Johann Christian Josef Ommerborn (1863–1938), Schriftsteller; lebte seit 1908 vorübergehend in Emmendingen
- Alfred Döblin (1878–1957), Schriftsteller und Arzt; † in Emmendingen
- Hans F. K. Günther (1891–1968), Germanist, Anthropologe und „Rasseforscher“; lebte in Emmendingen
- Hans Freiherr von Geyer zu Lauf (1895–1959), deutscher Maler; lebte in Emmendingen
- Theo Rehm (1896–1970), ev. Theologe, Vikar, Religionslehrer, Zahnarzt, NSDAP-Kreisleiter in Emmendingen 1931–1936, MdR 1933–1938, ehem. Ehrenbürger von Emmendingen und Denzlingen (1933), lebte seit 1952 wieder als zugelassener Zahnarzt in Emmendingen und starb dort
- Wilhelm Buisson (1892–1940), geboren in Emmendingen, war ein deutscher Apotheker und Widerstandskämpfer gegen den Nationalsozialismus und wurde am 6. September 1940 in Berlin-Plötzensee ermordet
- Konrad Glas (1900–?), Schriftleiter des Alb-Boten, NSDAP-Kreisleiter in Emmendingen 1936–1945
- Werner Gottfried Brock (1901–1974), Philosoph; † in Emmendingen
- Alfred Walz (1907–1999), Ingenieur und Hochschullehrer für Überschalltechnik, lebte in Emmendingen
- Rolf Weinstock (1920–1952), Überlebender des Holocaust und Autor, wuchs in Emmendingen auf und lebte nach 1945 wieder in Emmendingen
- Dieter Knoch (* 1936), Biologe, Naturschützer und Studiendirektor am Emmendinger Gymnasium; lebt in Emmendingen
- Hans-Joachim Thoma (1938–1995), Kunstmaler, Emmendinger Kulturpreisträger, lebte seit 1982 in Emmendingen
- Ernst Ulrich von Weizsäcker (* 1939), Physiker und Biologe, Politiker; lebt seit 2008 in Emmendingen
- Peter Thomann (* 1940), Photokünstler; in Emmendingen aufgewachsen
- Hans-Jürgen Günther (* 1941), Historiker und Studiendirektor a. D. am Emmendinger Goethe-Gymnasium; lebt in Emmendingen
- Jürgen von Troschke (1941–2019), Medizinsoziologe in Freiburg, lebte in Emmendingen
- Peter Dreßen (* 1943), Politiker (SPD) und ehemaliges MdB; lebt in Emmendingen
- Thomas Erle (* 1952), Schriftsteller und Krimiautor; lebt seit 1996 in Emmendingen
- Heinrich Meier (* 1953), Philosoph; Abitur am Gymnasium Emmendingen
- Ralf Stegner (* 1959), Politiker (SPD) und Finanzminister in Schleswig-Holstein; Abitur am Gymnasium Emmendingen 1978
- Carmen Fuggiss (* 1963), Opernsängerin, seit 1993 in Hannover, Emmendinger Kulturpreisträgerin 1984
- Michael Rich (* 1969), Radsportler; wohnhaft in Emmendingen
- Hans-Jörg Rey (* 1966), Extremsportler, mehrfacher Weltmeister Trial und MTB, begann seine Trial-Karriere im AMC Emmendingen